# 郵便ポスト
郵便ポスト（ゆうびんポスト、単にポストとも）は郵便物（主にはがきや封筒）を投函するための箱。

## 概説

世界各国の郵便ポストの色。

イギリスでは郵便箱・ポストのことをpost box ポストボックスあるいはletter boxレターボックスと呼ぶ。また、アメリカ合衆国ではmailboxメールボックスと呼ぶ（間にスペースを置かず、一語として書く）。
英語のpostは日本語でいうポストではなく郵便制度を意味する。これはイタリア語のpostaがフランス語を経由して借用されたもので、ラテン語で「置く」という意味の動詞ponoの受動完了分詞女性形positaに由来する。柱を意味するpostとは語源が異なる。このため投函のためのポストと合わせて家庭に設置される郵便受けもポスト(ボックス)と呼ばれる。
ポストの色は国ごとに様々である。アメリカやロシアなどは青色が、ドイツ、フランスなどヨーロッパ大陸では黄色が主流。中華人民共和国やアイルランドは深緑色、オランダやチェコなどではオレンジ色である。かつての宗主国のポストの色を引き継いでいる例も多く、オーストラリア、インド、南アフリカ共和国などでポストの色が赤なのは、かつての宗主国がイギリスだからである。アジアではインド、インドネシア、タイ、韓国、台湾、日本など、赤が主流である。イギリス領であったりイギリスから郵便制度を導入した国が多く、それらの国に影響下にあった国も赤を採用しているからである。その結果として、世界的に見ても赤を採用している国は多い（イギリス、イタリア、ポルトガル、ポーランド など）。

## 日本
日本の郵便法による正式名称は郵便差出箱という。
標準的な規格品の郵便ポストは下表の通り。各型式の郵便ポストの写真は#ギャラリー参照。この他、記念ポストなどの特殊ポストや、太平洋戦争前に設置されたポストなど、下記の規格外のものも存在する。
| 名称               | 使用開始年 | 本体サイズ (cm) | 本体サイズ (cm) | 本体サイズ (cm) | 脚部サイズ (cm) | 脚部サイズ (cm) | 標準塗色                             | 形状           | 設置方式 | 差入口数 | 取集口 設置方向 | 備考                                                        |
| 名称               | 使用開始年 | 高さ            | 横幅            | 奥行            | 高さ            | 直径            | 標準塗色                             | 形状           | 設置方式 | 差入口数 | 取集口 設置方向 | 備考                                                        |
| ------------------ | ---------- | --------------- | --------------- | --------------- | --------------- | --------------- | ------------------------------------ | -------------- | -------- | -------- | --------------- | ----------------------------------------------------------- |
| 郵便差出箱 1号     | 1949年     | 135             | 40              | 40              | 20              | 60              | 朱色                                 | 丸型（円筒型） | 建植式   | 1        | 変更可          | いわゆる丸型ポスト（丸ポスト） 脚部サイズは根石部分         |
| 郵便差出箱 1号角型 | 1970年     | 80              | 37              | 51              | 59              | 17              | 朱色                                 | 角型（箱型）   | 建植式   | 1        | 左側            |                                                             |
| 郵便差出箱 2号     | 1951年     | 45              | 30              | 25              | -               | -               | 朱色                                 | 掛箱型         | 壁掛式   | 1        | 前面            |                                                             |
| 郵便差出箱 3号     | 1951年     | 106             | 48              | 54              | 33              | 22              | 朱色                                 | 角型（箱型）   | 建植式   | 1        | 左側            |                                                             |
| 郵便差出箱 4号     | 1960年     | 80              | 37              | 51              | 59              | 17              | 青色                                 | 角型（箱型）   | 建植式   | 1        | 右側            | 原則は速達専用                                              |
| 郵便差出箱 特4号   | 1965年     | 106             | 48              | 54              | 33              | 22              | 青色                                 | 角型（箱型）   | 建植式   | 1        | 右側            | 原則は速達専用                                              |
| 郵便差出箱 5号     | 1956年     | 70              | 45              | 33              | -               | -               | 朱色                                 | 掛箱型         | 壁掛式   | 1        | 前面            |                                                             |
| 郵便差出箱 6号     | 1959年     | 133             | 53              | 53              | -               | -               | 朱色                                 | 角型（箱型）   | 据置式   | 1        | 左側            | 集配郵便物の一時保管箱兼用 右側の扉は集配郵便物の一時保管用 |
| 郵便差出箱 7号     | 1962年     | 106             | 65              | 54              | 33              | 27              | 朱色                                 | 角型（箱型）   | 建植式   | 2        | 左側            |                                                             |
| 郵便差出箱 8号     | 1966年     | 80              | 60              | 45              | 59              | 22              | 朱色                                 | 角型（箱型）   | 建植式   | 2        | 左側            |                                                             |
| 郵便差出箱 9号     | 1974年     | 54              | 33              | 27              | 82              | 11              | 朱色                                 | 角型（箱型）   | 建植式   | 1        | 前面            |                                                             |
| 郵便差出箱 10号    | 1996年     | 83              | 45              | 56              | 55              | 17              | 筐体：赤色 前面上部：銀色 脚柱：黒色 | 角型（箱型）   | 建植式   | 1        | 左側            | 事実上郵便差出箱 1号角型の後継                              |
| 郵便差出箱 11号    | 1996年     | 114             | 46              | 56              | 24              | 27              | 筐体：赤色 前面上部：銀色 脚柱：黒色 | 角型（箱型）   | 建植式   | 1        | 左側            | 事実上郵便差出箱 3号の後継                                  |
| 郵便差出箱 12号    | 1996年     | 114             | 81              | 56              | 24              | -               | 筐体：赤色 前面上部：銀色 脚柱：黒色 | 角型（箱型）   | 建植式   | 2        | 左側            | 事実上郵便差出箱 7号の後継                                  |
| 郵便差出箱 13号    | 1996年     | 83              | 81              | 56              | 55              | -               | 筐体：赤色 前面上部：銀色 脚柱：黒色 | 角型（箱型）   | 建植式   | 2        | 左側            | 事実上郵便差出箱 8号の後継                                  |
| 郵便差出箱 14号    | 1996年     | 52              | 35              | 40              | 81              | 11              | 筐体：赤色 前面上部：銀色 脚柱：黒色 | 角型（箱型）   | 建植式   | 1        | 前面            | 事実上郵便差出箱 9号の後継                                  |

### 歴史

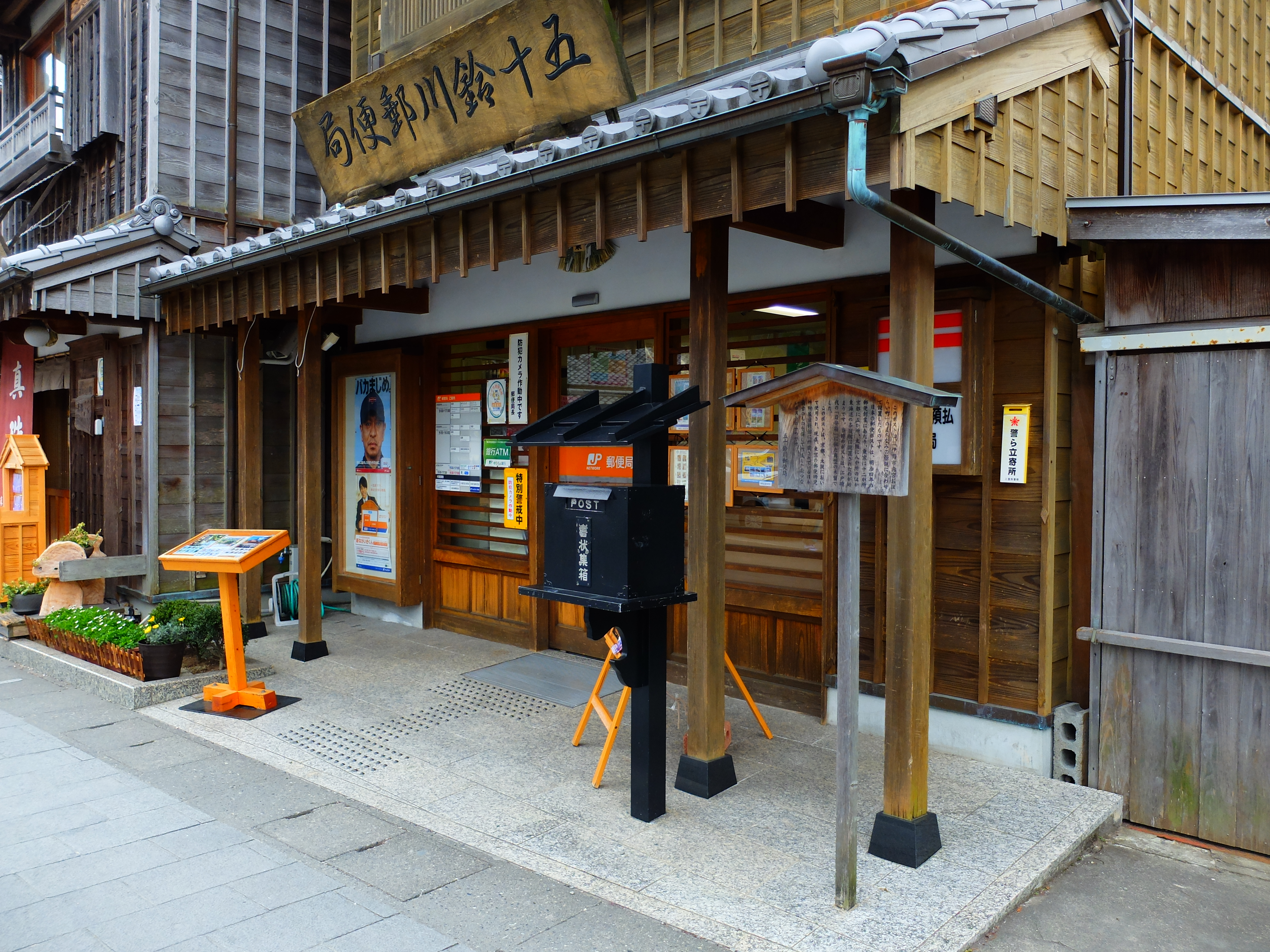
日本最初の郵便ポストのレプリカ（三重県伊勢市五十鈴川郵便局前）

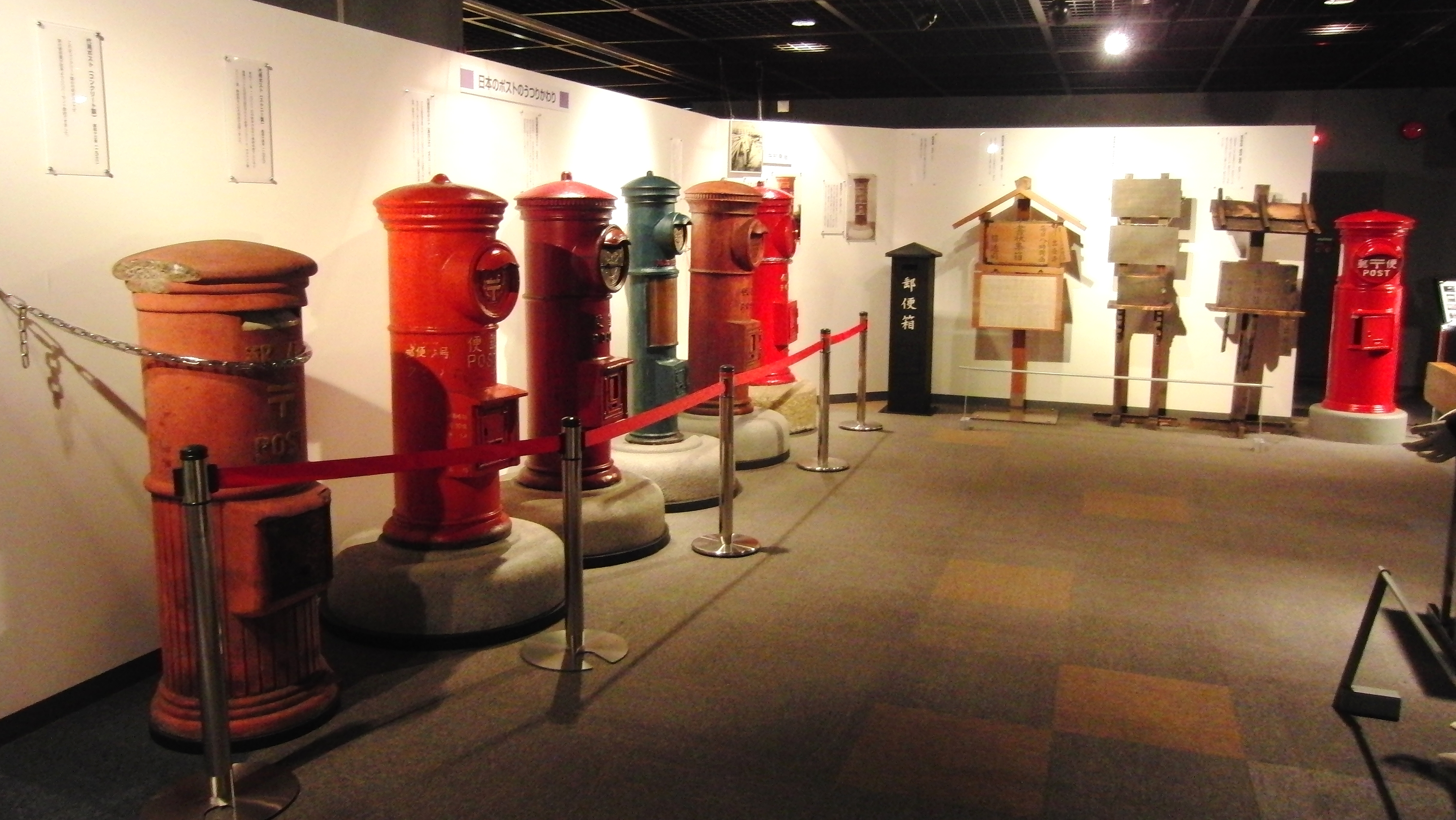
日本の郵便ポストの移り変わり。逓信総合博物館の展示。

ポストの設置数は郵便制度が始まった1871年（明治4年）には62カ所、1875年6月末時点の約500本から太平洋戦争後の一時期を除き年々増加傾向であり、2006年4月末時点では約191,400本となっている。2003年度日本郵政公社発足時は約18万6000本、2021年度末で約17万6000本あった。
戦時中は金属供出のためポストの数が減少したが、金属製ポストの代わりにコンクリート製、サチナイト（マグネシアセメント）製の郵便ポストが造られた。

### 色調と形状

#### 色調
日本もイギリスより郵便制度を導入したため基本的に赤色だが、1996年以前から使用されている郵便差出箱 1号から9号と、1996年に使用開始された新型の郵便差出箱 10号から14号とで若干色合いが異なっており、前者は一般的な朱色に近い赤色であるのに対し、後者は通常の赤色（ただし脚柱部分は黒色、差入口（投函口）周辺は銀色）に塗装されている。この他、速達用としては青色、大型の集配所内に設置されているものでは国際郵便用の黄色のポストもある。
日本で郵便制度が始まった初期のポストの色は赤色ではなく黒色だった。しかし、当時公衆便所が普及し始めたころでもあったことから、黒い郵便箱の「便」を見た通行人が郵便箱を垂便箱（たれべんばこ・トイレのこと）と勘違いしたり、当時はまだ街灯などが十分に整備されていなかったため、夜間は見えづらくなるなどの問題が起こり、1901年に鉄製のポストを試験導入した際に「目立つ色」として赤色に変えられた。
なお、一部都市ではコンクリートグレーのなかで赤色が浮いてしまうため、「景観を崩さないように」との目的で、グレー、ダークグリーン（いずれも東京都の一部）やネイビーブルー（横浜市の一部）となっている例がある。珍しい例では国鉄時代に活躍した郵便車（クモユニ74）を模したオレンジと緑のポストが品川駅構内に設置されている。私設ポストでは銀色や灰色のものも多く、法的にはポストが赤でなくても別に問題ない。一部地域では、地域性を反映した特異な塗色のポストが設置されている事例が存在する。

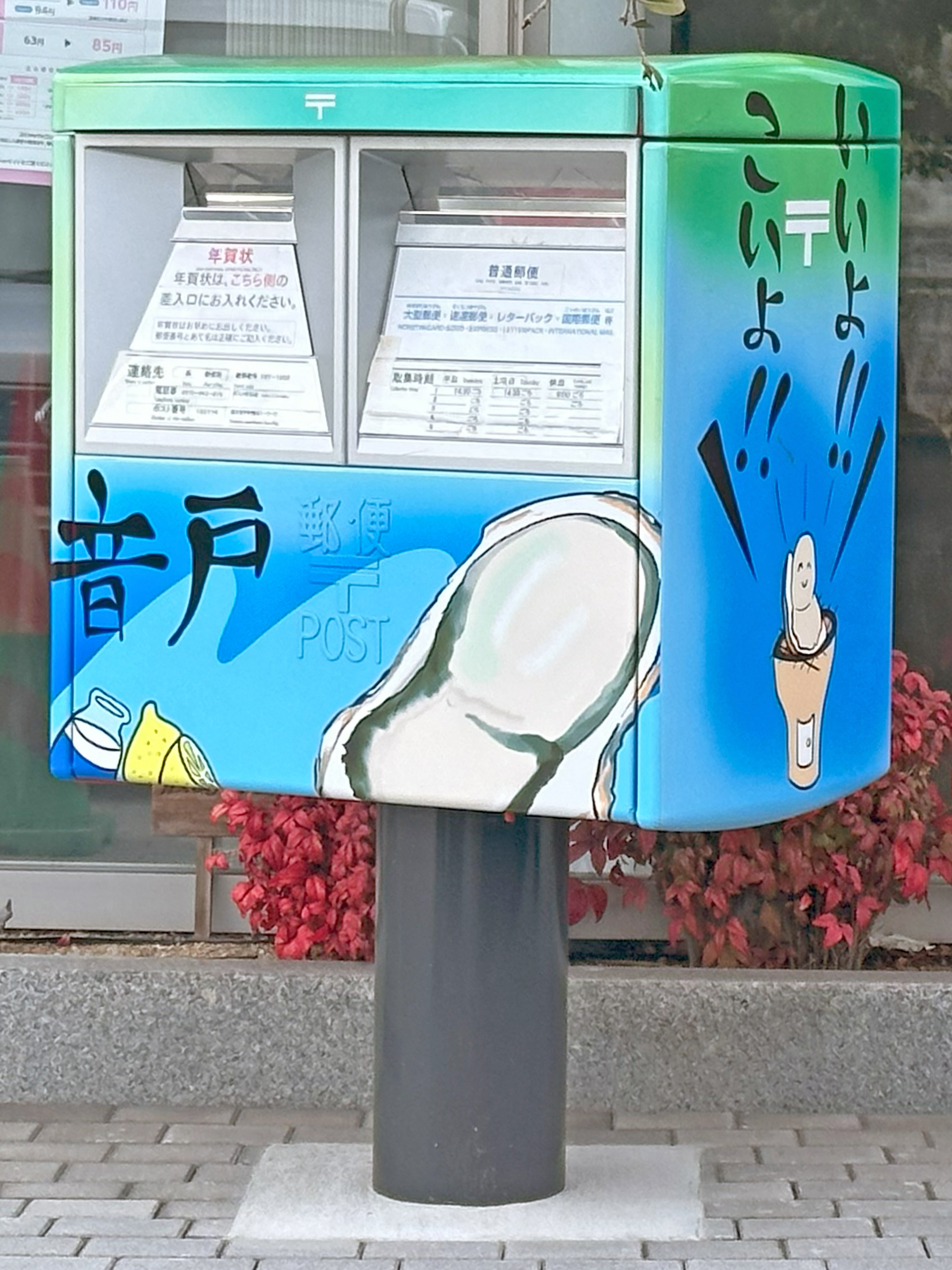
広島県呉市音戸町の「おんど観光文化会館うずしお」に設置されている特産品の牡蠣をPRするポスト。広島県立音戸高等学校の生徒がデザインしており「いいよ！！こいよ！！」などの文言と共に牡蠣のイラストが描かれている。

- 愛知県西尾市には、抹茶の産地であることから、2008年より市内の井桁屋公園に抹茶色（緑色）の丸型ポストが設置されている[8]。
- 千葉県銚子市は、犬吠埼灯台の白い色にちなんで、2012年3月14日から白い丸型ポストを設置している[9]。また、同県白井市の白井郵便局前にも、地名にちなんだ白い丸型ポストが設置されている[10]。
- 宮城県大崎市は、2005年から映画『幸福の黄色いハンカチ』にちなんで、四季彩通り商店街に黄色の丸型ポストを設置している[11]。大崎市内には他にも、JR古川駅前には「豊穣の黄金ポスト」（金色の丸型ポスト）が[12]、鳴子温泉の鳴子郵便局前にはこけし型ポスト（こけしの頭部を上部に乗せた白い丸型ポスト）が、それぞれ設置されている[12]。
- 福岡県福岡市城南区も、2008年11月8日、『幸福の黄色いハンカチ』にちなんで、花みずき通りふれあい広場に黄色の丸型ポストを設置した[13][14]。黄色いポストは他にも、千葉県習志野市[15]、宮崎県高千穂峡[16]、大阪市此花区[17]など、各地に見受けられる。
- 島根県松江市の興雲閣には、「興雲（こううん）」と「幸運」掛けて「幸運を招くポスト」として話題になったピンクの丸型ポストが設置されていた[18]。現在はカラコロ工房（旧：日本銀行松江支店）敷地内に移設され、利用されている[18]。
- 2021年開催の東京オリンピック・パラリンピックで金メダルを獲得した日本人選手の功績を称えるため、金メダリストゆかりの地の角型ポスト（郵便差出箱13号）を金色に塗り替える「ゴールドポストプロジェクト[19]」が推進され、全国各地に全79基が順次設置された。
- 神奈川県横浜市と香川県高松市には、ポケットモンスターのキャラクターのオブジェが乗った「ポケモンオリジナルポスト」が設置されている。ポストの色も、モンスターボール調の専用塗装となっている[20][21]。

#### 形状
日本ではギャラリー画像のような金属製の箱型（角型）をしたものがほとんどとなっている。1970年代までは円筒状の郵便差出箱 1号（通称「丸ポスト」「丸型ポスト」）が多く使われていた。多くは箱型のものに交換されたが、一部地域では古い円筒形の差出箱も現役として残っているほか、希少価値ゆえに保存される傾向が強まっており、敢えて円筒形の差出箱を移設して使用する事例も存在する。
都市部に設置されたものでは例えば、「はがき・手紙（定形郵便）／その他の郵便物」「通常郵便／速達郵便・国際郵便」というように、複数の差入口（投函口）を持つものも広く使われている。年賀状を投函する時期になると、年賀状用の差入口が設けられる。その場合、通常の「はがき・手紙（定形郵便）／その他の郵便物」などから「年賀郵便／その他の郵便物」に差入口が変わる。期間中は年賀状用の差入口に「年賀郵便」と書かれた黄色のシールが貼り付けられる。なお、1980年代ごろまでは「設置されている都道府県内」と「他都道府県」の2つに分けられていた経緯から、複数の差入口を持つポストのうち、1980年代以前から使用されていた郵便差出箱 7号・8号は2つの差入口が同サイズなのに対し、1996年から使用されている郵便差出箱 12号・13号は左側の差入口が定形郵便サイズ、右側の差入口が大型のものとなっているものが多い。
郵便ポストの差入口のサイズについては、円筒状の郵便差出箱 1号（丸ポスト）のほか旧型・小型の郵便ポストは差入口のサイズが小さいため、定形外郵便物の最大サイズの封筒やレターパックのような大型郵便物は物理的に投函できないケースがあり、この場合は対応する郵便ポストや郵便局窓口にて差し出す必要がある。

### 郵便ポストの設置
差出箱は、街頭のみならず、工場などの私有地内を含めいろいろな場所にあり、特殊なケースでは自衛隊の基地内、自動車道やロープウェイなどの通じていない高山の山頂近くや海底にあるもの（和歌山県すさみ町などにある海底ポスト）も存在する。海底であろうと収集時間になれば収集し、配達先へ投函される。
1980年代までの鉄道による郵便物の輸送が行われていた時代には、主な鉄道駅の構内にも差出箱があり、あて先によっては駅に発着する郵便車に積み込まれ、郵便車の消印が押されることもあった。輸送が自動車中心になってからは、京都駅のホームに残るのみとなっていたが、2005年10月に品川駅の改良竣工およびエキュート品川の開店を記念し、同駅構内に設置された（郵便ポスト#ギャラリー 日本の記念郵便ポスト）。
2007年10月以降の郵政民営化によって事業ごとに分社化していた時期においては、郵便事業株式会社が管理・運営を行っていた。収集された郵便物の消印は郵便事業株式会社の支店名（まれに、集配センター名）になっていた。2012年10月以降は郵便事業株式会社と郵便局株式会社が統合され日本郵便株式会社となった事で、現在は民営化以前と同様に郵便局の管理・運営となっている。
郵便局が管理・運営を行っている郵便ポストの実際の収集作業は、委託を受けた貨物自動車運送事業者が行っていることが多い。郵便物をポストから回収する時刻はポスト及び地区（管轄集配局）ごとに決まっており、差入口（投函口）や取集口（回収口）には郵便物を集めるおおよその時刻が表記されている。

#### コンビニ店内ポスト

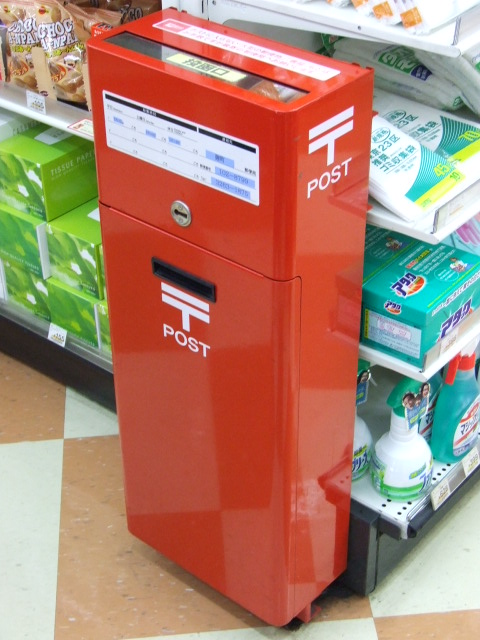
コンビニエンスストア店内設置ポスト（am/pm）

日本における郵便事業の主体が郵政事業庁から日本郵政公社に変更になって以降、窓口の拡大を狙いコンビニエンスストア各社と提携、ローソン（2003年1月1日より）、サークルKサンクス（2003年12月15日より）、am/pm、ミニストップ（2006年1月16日より）、デイリーヤマザキ（2005年6月1日より）店内に郵便ポストが設置された。ただしコンビニ店内に設置のポストは差入口および本体が一般のものより小さいため、定形外郵便物のうちA4サイズ角2以上の物は入らない。また、近くに既に郵便ポストが設置されている場合は、店内にポストが設置されない場合もある。
一般の郵便ポストと異なる取集ルートで取集を行っていることが多く、特に住宅地のコンビニ店内ポストでは周辺の通常の郵便ポストよりも遅い時刻に取集があることも多い。その後提携解消により、サークルKサンクス（2012年6月27日まで）とデイリーヤマザキからはごく一部の店を除きポストが撤去され、am/pmはファミリーマートへの転換により、ポストが撤去された。代わりにローソンストア100に設置されるようになったため、現在はローソン・ローソンストア100・ミニストップにコンビニ店内ポストがある。
それ以前にも、コンビニで切手や官製はがきを販売していたことから、前述以外のコンビニを含め、店先に郵便ポストが設置されている場合も多い。ただ、このような場合でもローソンに関しては店内ポストが設置されていることも多く、両ポストの取集時刻が異なっていることが多いため、より有利な取集時刻のポストを選択できるケースがある。

#### キーレス式コインロッカー

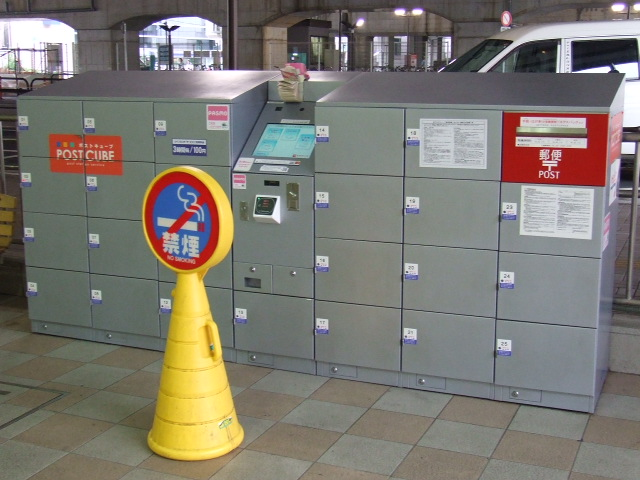
ポストキューブ

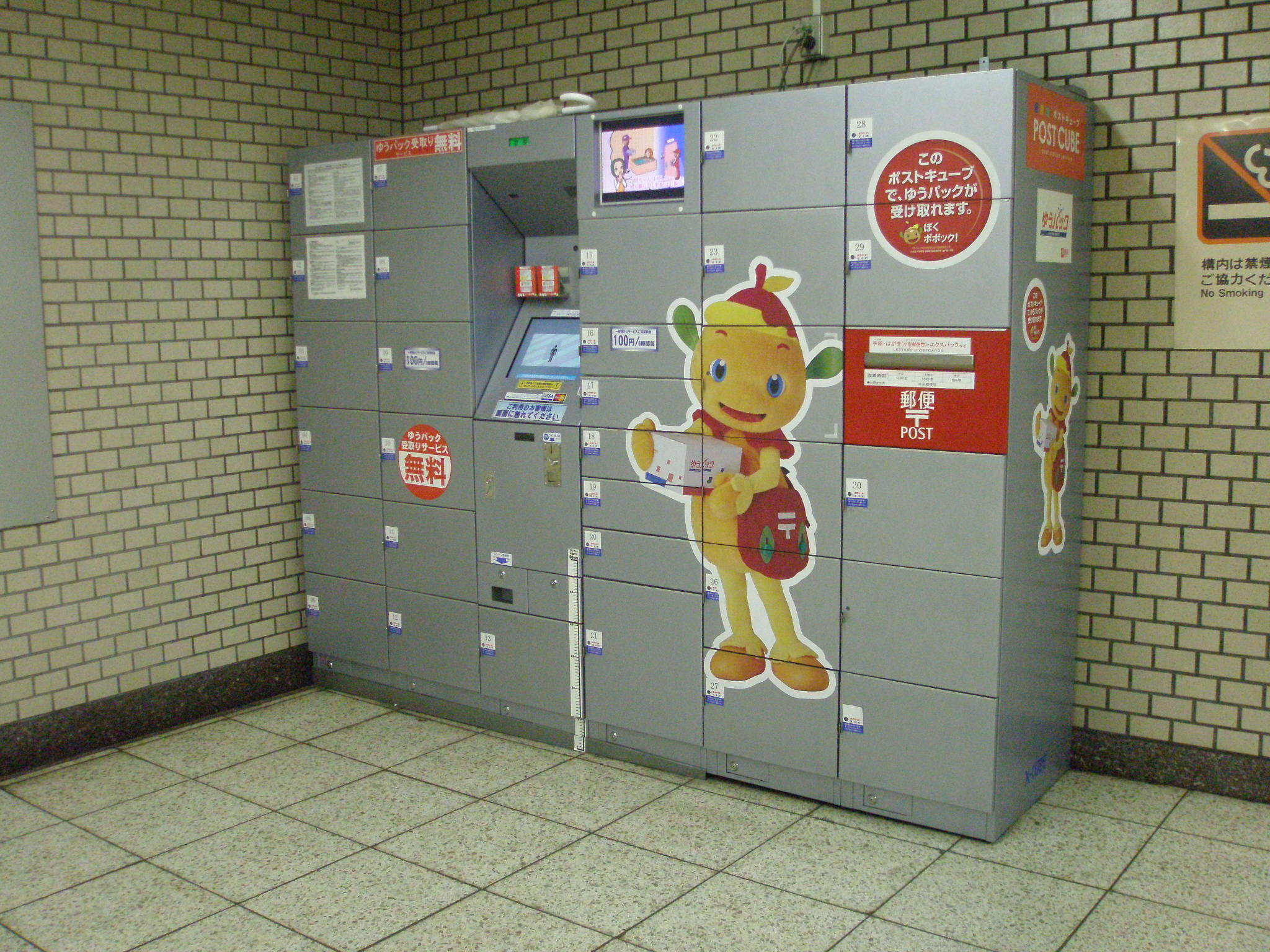
ポストキューブ（曙橋駅 2007年）

2004年よりエックスキューブ社やポストキューブシステム社（2005年設立）が設置した新型コインロッカーで、鍵の代わりにコインロッカーのサーバー宛に電話を発信した携帯電話の番号（ナンバーディスプレイ）やプリントアウトされた暗証番号を用いた機種が、東京都内（JR東日本・東京地下鉄・京王・小田急・京急など）と京阪神の主要駅にそれぞれ設置された。ポストキューブシステムが設置したものは「POST CUBE」、エックスキューブ社が設置したものは「クロスキューブ」である。
このうちポストキューブには操作盤付近に郵便ポストが併設されている。また、2005年より郵政公社とエックスキューブ社の提携によって、ゆうパックの受け取りを私書箱扱いにしたポストキューブとクロスキューブのロッカーで可能にするサービスが開始されたが、2007年3月ごろにエックスキューブ社の事業が停止。順次「クロスキューブ」については撤去された。その後同社は2008年に倒産したことが報じられている。
ポストキューブシステムでは、ゆうパックの受け取りサービスに代わり、郵便事業の指定場所配達制度を利用した、郵便物・小包をポストキューブへ転送するサービス「ポスてん」を横浜市や千葉市などごく一部の地域限定で開始している。

#### 速達ポスト

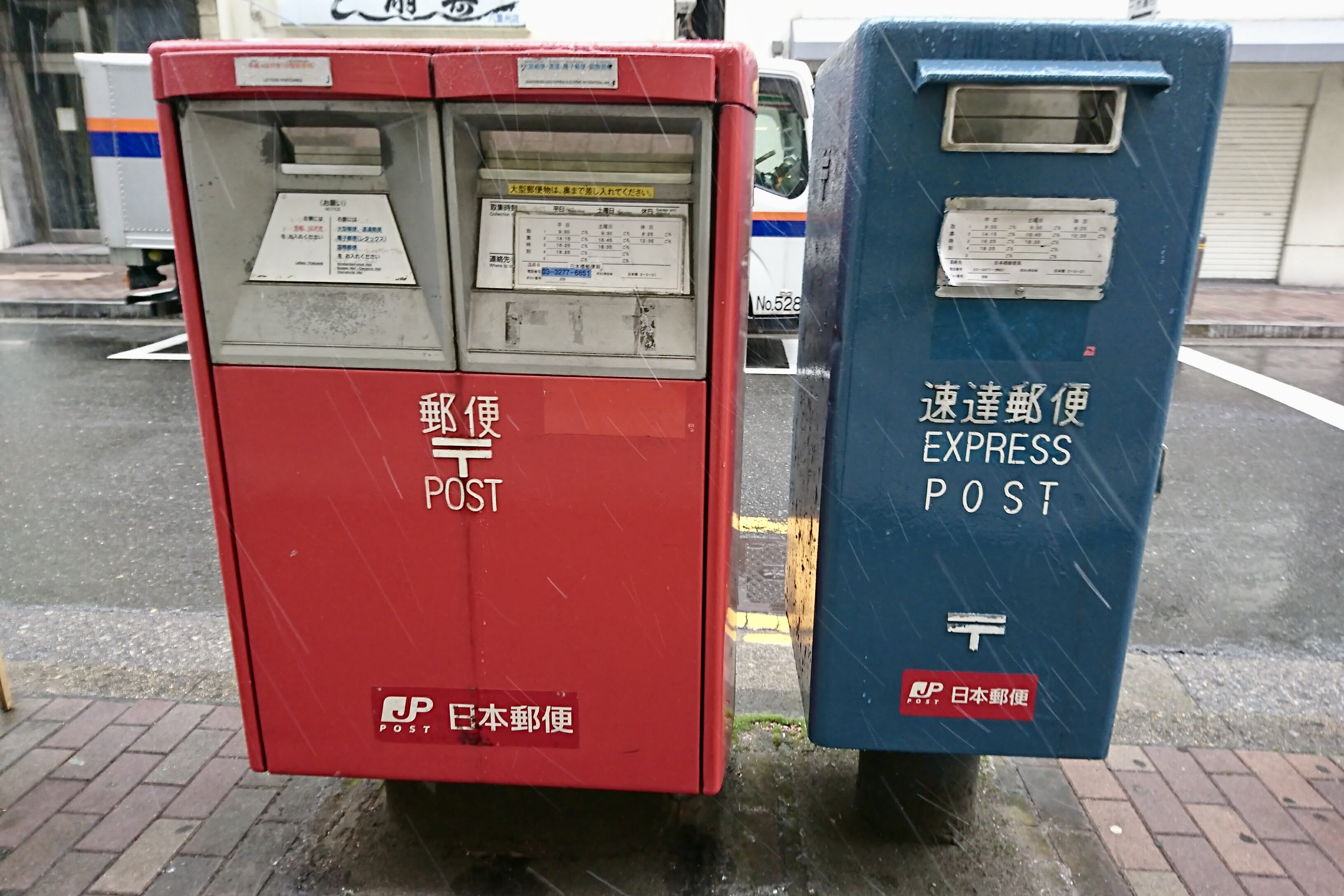
右側が速達ポスト。東京都中央区八重洲にて。

日本には速達専用のポストも存在する。1956年に登場したもので、青色に塗装されており一般のポストとは違うことを強調しているが、これは前身の航空郵便用ポストが空をイメージさせる青色であったことに倣ったものである。現在では大都市のごく一部の地域に残るのみであり、2021年3月時点で、日本全国で35本（うち、東京に6本、名古屋に1本、大阪に26本、神戸に2本）が現存しているが、その数は減少傾向にある。
通常、郵便差出箱 4号および郵便差出箱 特4号が速達専用ポストに使用される。一般の大型角形ポストは正面から見て左側に取集用の扉があるが、速達専用ポストは右側に取集用の扉があるものがほとんどである。これは、一般のポストと並べて設置されることが多いからである。もちろん速達専用ポストだけが設置されている箇所もある。かつては一般のポストよりも取集回数が多い速達専用ポストが多数であったが、特に民営化後は取集回数が近隣の一般ポストよりも多い速達専用ポストは少数派となり、取集回数が一般ポストよりも多い場合も、近隣の一般ポストとの取集回数の差は1日当たり1回程度である。

#### 私設ポスト
郵便物の取集に支障がない場所である程度の投函郵便物が見込め、なおかつ近くに郵便ポストがない場合などに、私設ポストを設置することができる。
私設ポストの設置場所はオフィスビルの中や前などにビル所有者がテナントサービスのために設置する場合や、ホテルや病院のロビーや玄関前などに宿泊者・入院患者のサービスのために設置する場合、多くの郵便物を投函する事業主（官公庁・新聞社・放送局・金融機関・工場・大学・百貨店・商社など）が、敷地内に設置する場合などがある。ただし、条件さえ合致すれば会社等だけでなく個人や自治会・マンションの管理組合などで設置することも可能である。山小屋など、自動車道の通じていない場所への設置は難しい。私設ポストの利用は、工場の敷地内や関係者専用のオフィス内、マンションの住民専用エリアなど部外者の立ち入りが制限された場所に設置されたものは、設置者やその関係者以外の利用はできない。公道に面した場所や公共スペース等、一般人の通行が可能な場所に設置されたものなら誰でも利用できる。ただし、公共スペースに面した私設ポストのごく一部には、関係者以外の投函を禁ずる旨の表示があることもある。
私設ポストは設置時の工事費や、ポストの筐体の購入費用はすべて設置者負担となり、かつ郵便物の回収料を日本郵便株式会社に支払うことが必要となる。郵便物の回収料は設置地域や取集回数によって異なり、8万円から24万円までの間で定められているが、東京都区内では関係者専用のものは年額24万円、誰でも利用できるものなら年額16万円となっている。
ポストの筐体については規格品を使う場合や、規格品の色を変えた物や、特注品（箱型の他に壁埋め込み型もあり、壁埋め込み型の一部はメールシューターも付けられている）を調達する設置者もあるため、バリエーションに富んだポストが存在する。

##### 根拠法令
郵便法第三十八条（郵便差出箱の設置）
郵便差出箱は会社が設置する。ただし、会社の承認を受けて会社以外の者が設置することを妨げない。
○2 会社以外の者による郵便差出箱の設置に関する条件は、郵便約款で定める。

#### 郵便局以外が設置するポスト
私設ポストとは別に郵便局以外がポストを独自に設置する場合もある。郵便局職員が回収する私設ポストとは違い設置者自身が回収し郵便局に持ち込む点が大きな違いである。郵便局職員が直接回収しないこともあり回収頻度は一週間に一度など通常のポストに比べ著しく少ない場合もあり、通常に比べ配達が大きく遅れるため風景印を押してもらうなど郵便以外のサービスを受けるために投函することが主な利用となる。そのため通常の郵便物を投函するには不向きであり、周囲の一般的なポストを利用するよう明示されている場合もある。
例としては智頭急行恋山形駅前にある「恋ポスト」などがある。

### 製造者
ポストを製作するメーカーは多数ある。

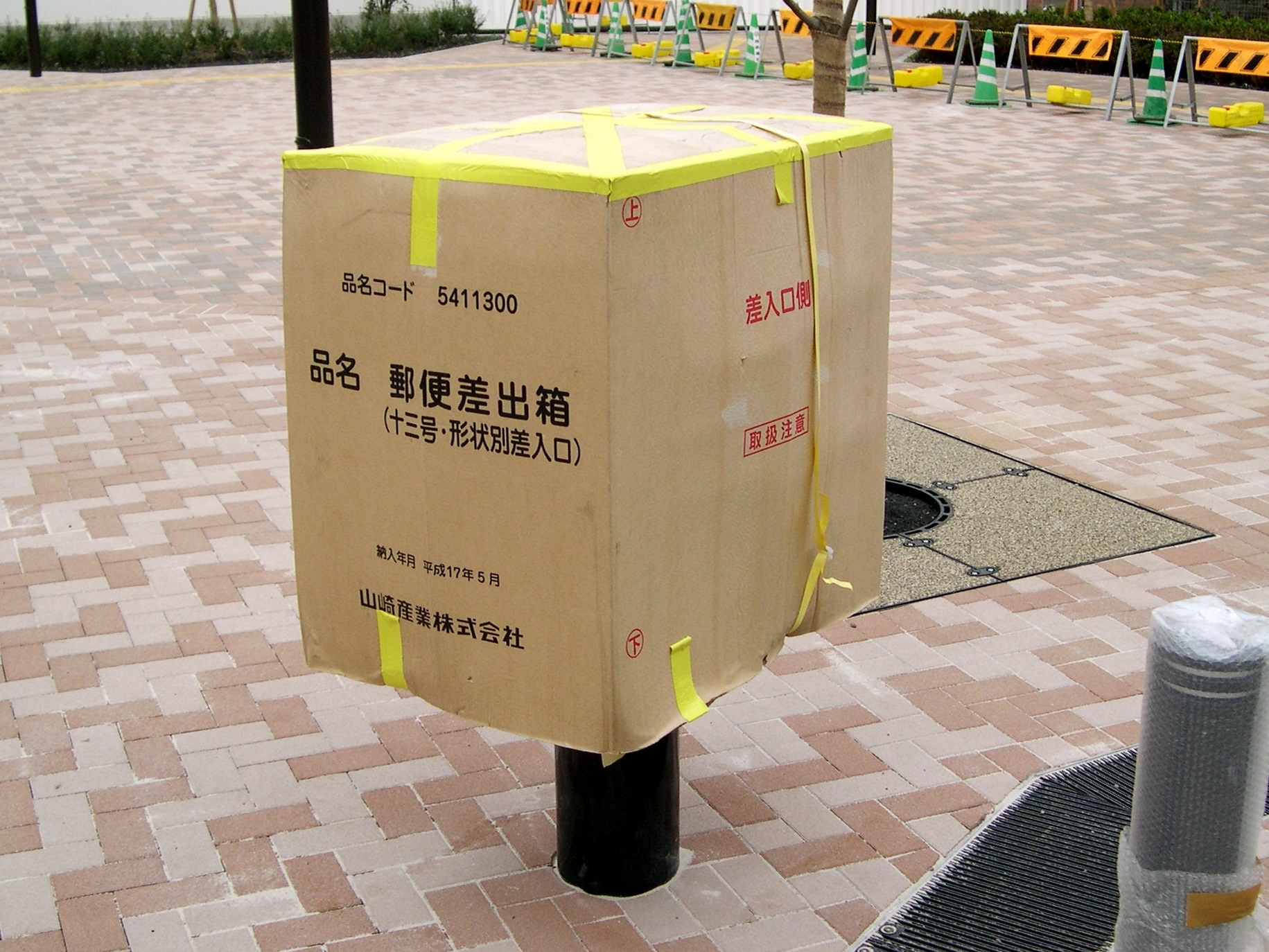
山崎産業の郵便ポスト（十三号・形状別差入口）

日本のポストの場合、多くは中小メーカーによるものである。丸ポストは鋳物なので鋳造品メーカーが主で吉村工業が代表的であるが、近年の四角いポストでは、板金加工、溶接、などが出来るメーカーが主であり、パナソニックのような大会社の製品もある。郵政弘済会（現・郵政福祉）による納入品もあるが、郵政弘済会が製造しているわけではなく、別のメーカーの製造品である。
近年は山崎産業やRELIFE株式会社のものが採用されるケースが多い。
通常、ポストには製造メーカーか納入者である郵政弘済会の銘板がついているが、最新の一部のポストには銘板のないものや、あっても上から塗装されたり案内掲示物が上貼りされ読み取れない場合がある。いわゆる「丸ポスト」には銘板がない代わりに背面下部にメーカー名の陽刻があるが、古いポストであるため摩滅して読めないことも多い。

### ギャラリー
日本の標準的な郵便ポスト

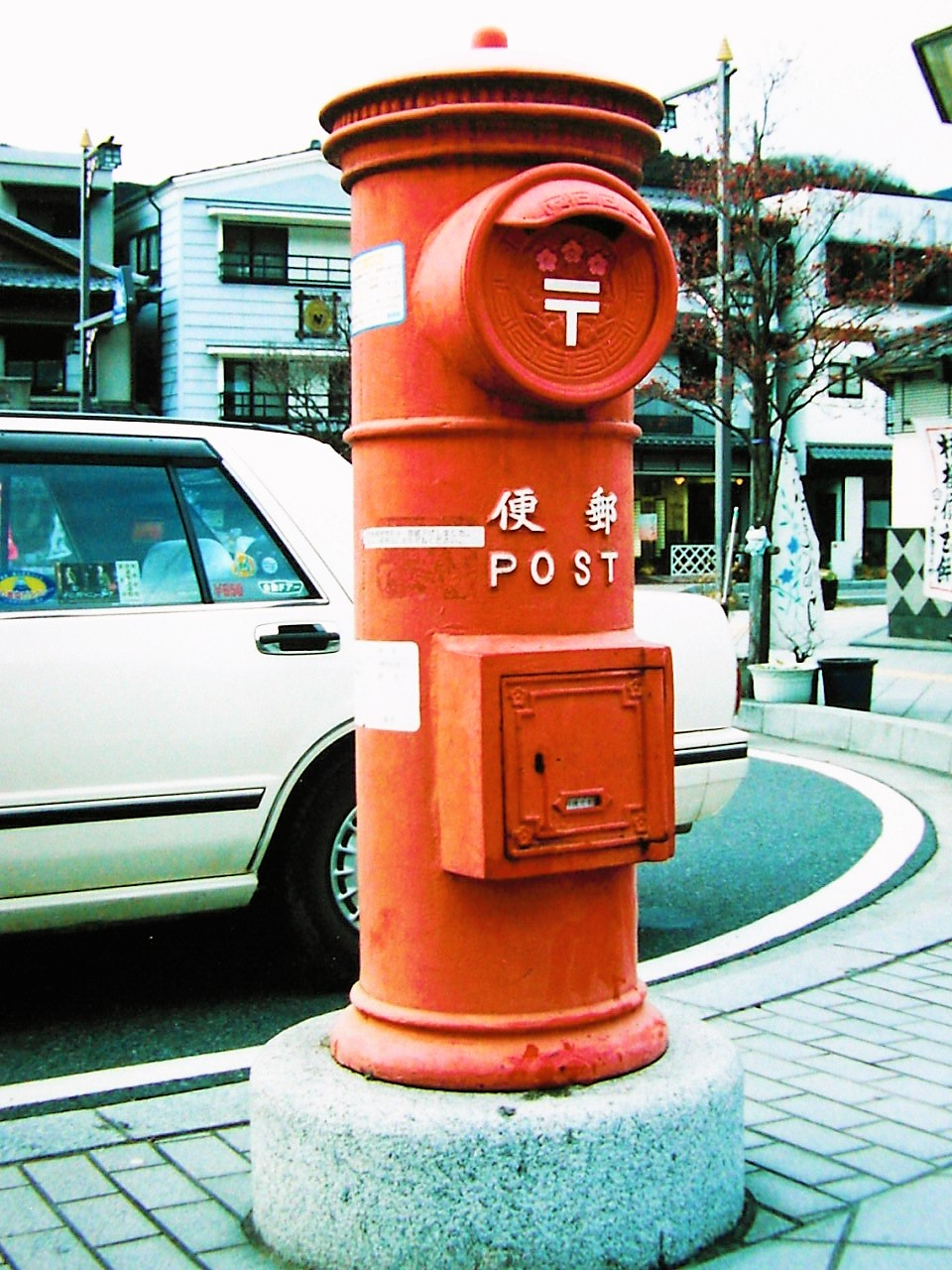
戦前製の標準的な丸形庇付ポスト（山梨県身延町）
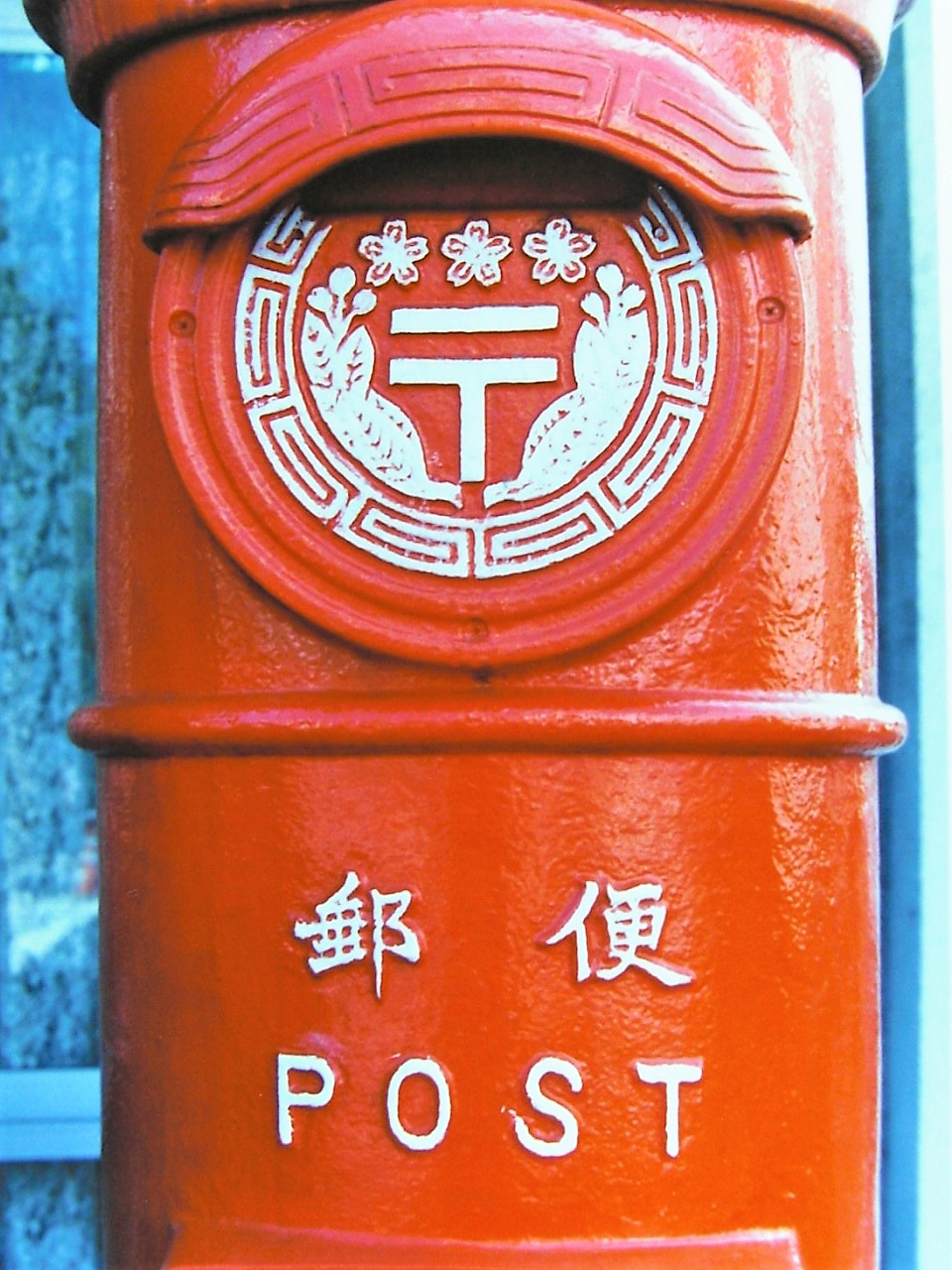
戦前製の丸形庇付ポストで「郵便」の文字が左から書かれたタイプ 庇の取付位置が前掲のつくば市の物や身延町の物とは異なる点に注目（茨城県日立市）
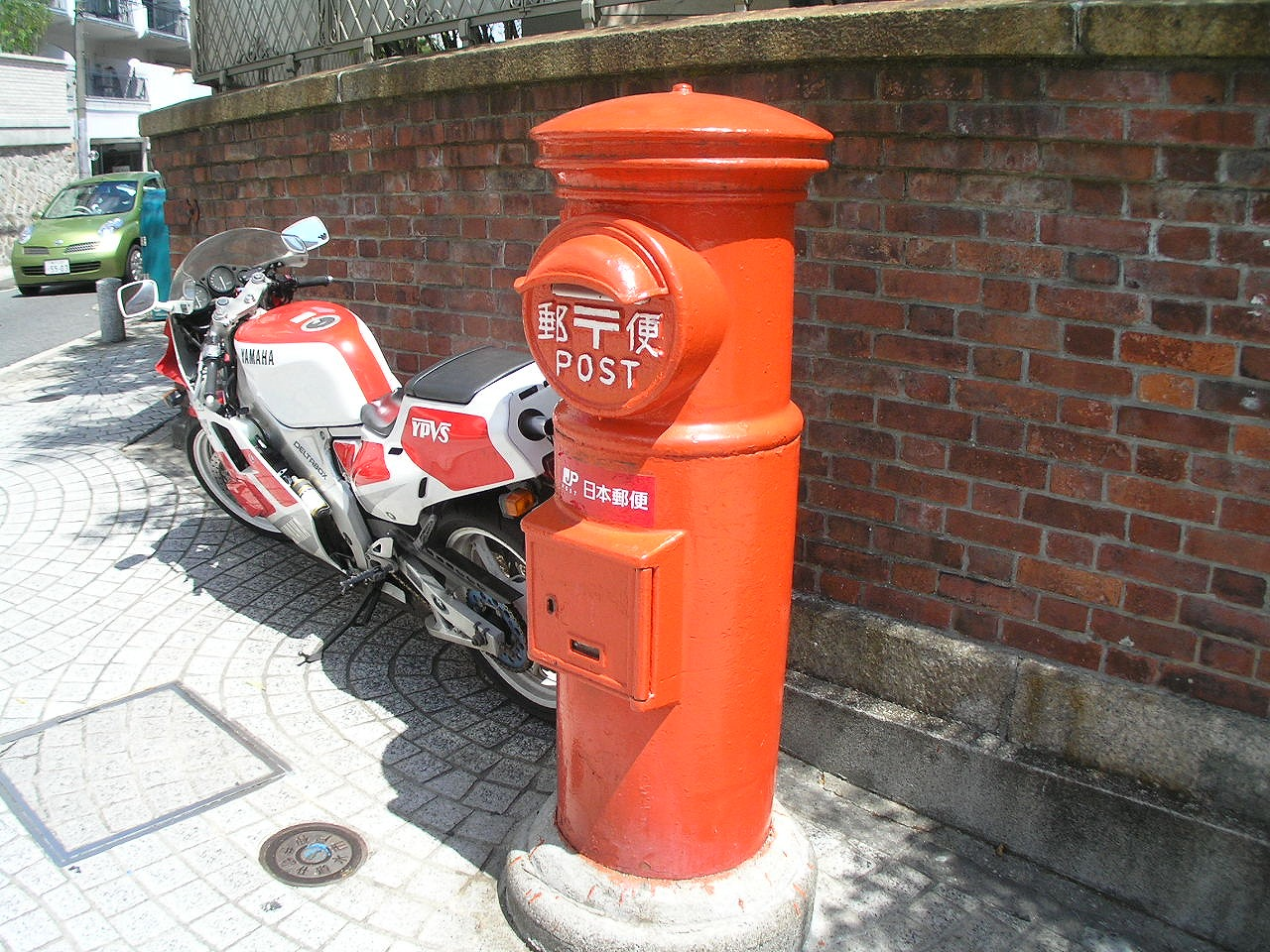
郵便差出箱 1号。以前は日本を代表する型であった丸型ポスト（兵庫県神戸市中央区）
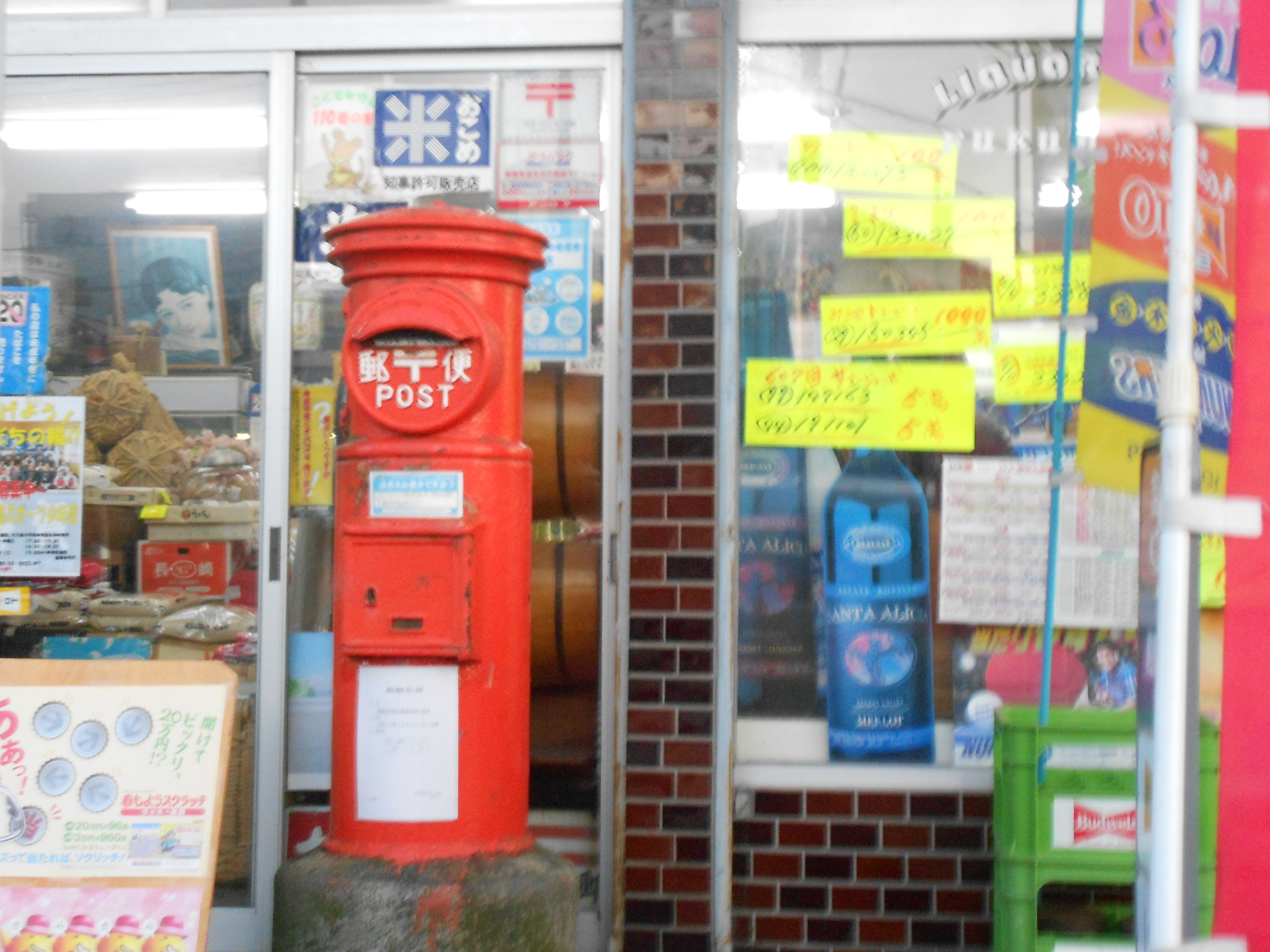
郵便差出箱 1号（茨城県日立市）
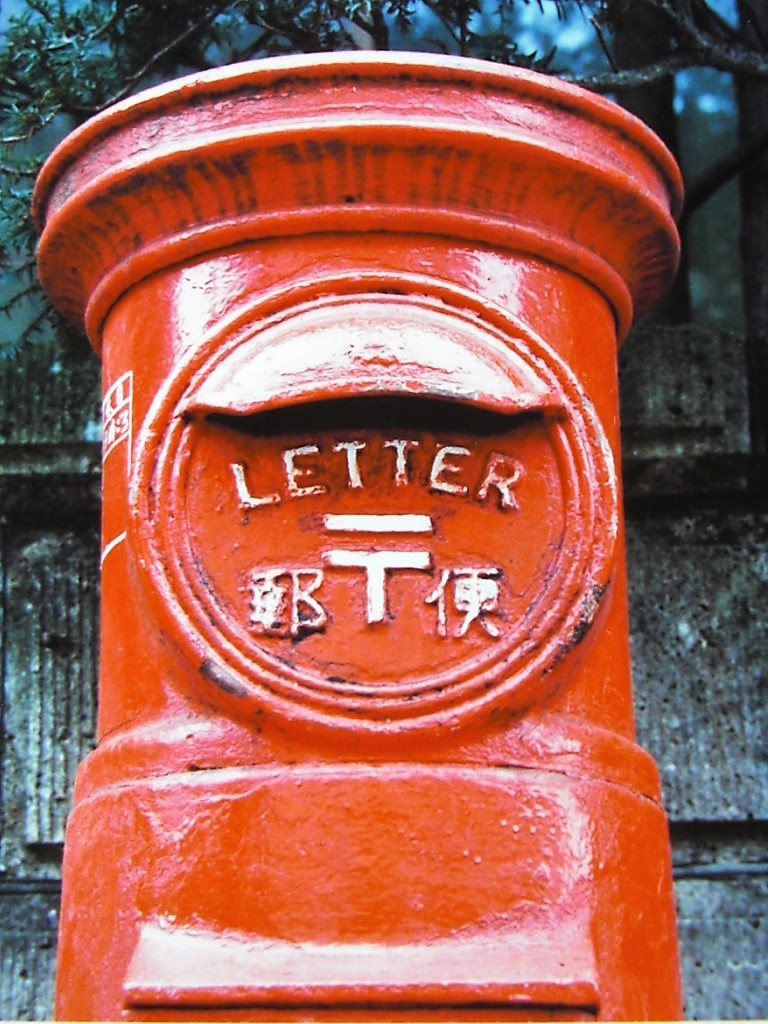
郵便差出箱 1号丸形とほぼ同形態ながら差入口下の表記が異なるタイプ 非常に珍しい(長野県松本市)
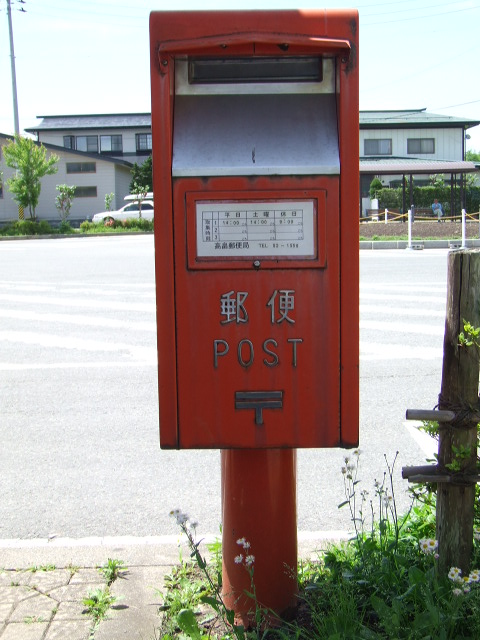
郵便差出箱 1号角型（山形県東置賜郡高畠町）
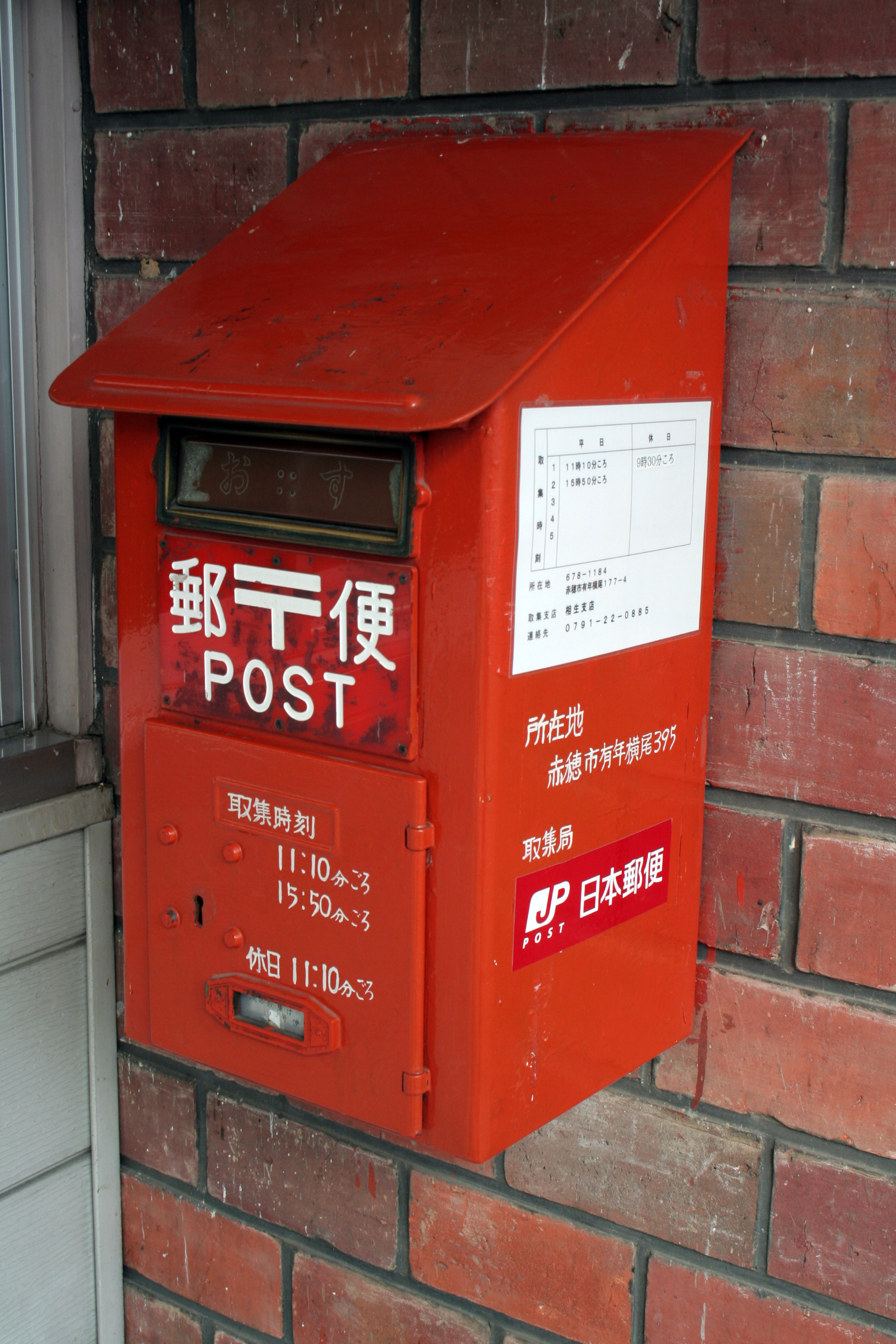
郵便差出箱 2号（兵庫県赤穂市有年）
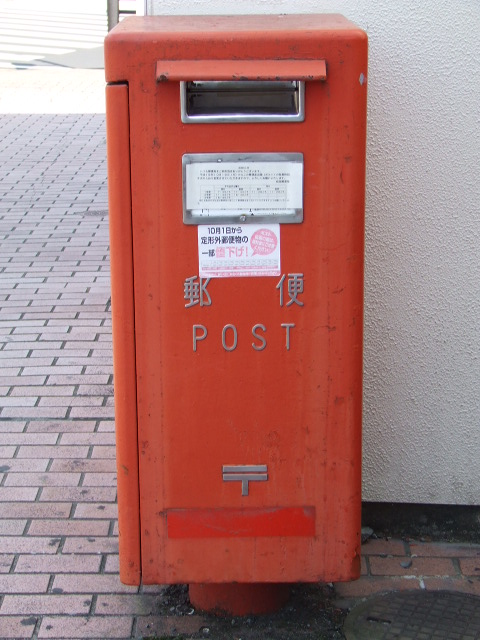
郵便差出箱 3号（神奈川県足柄上郡松田町）
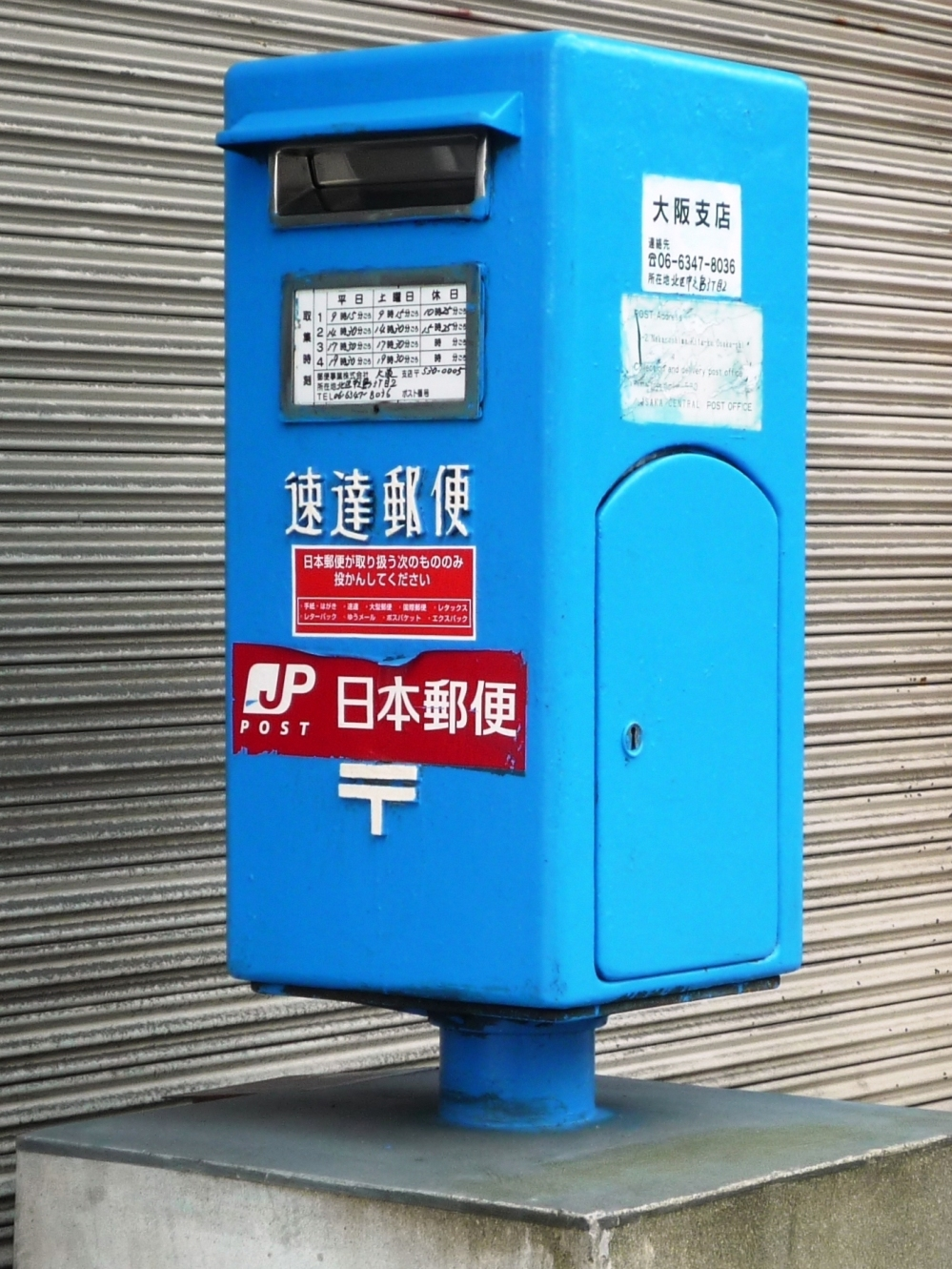
郵便差出箱 4号（速達用ポスト・大阪市北区）
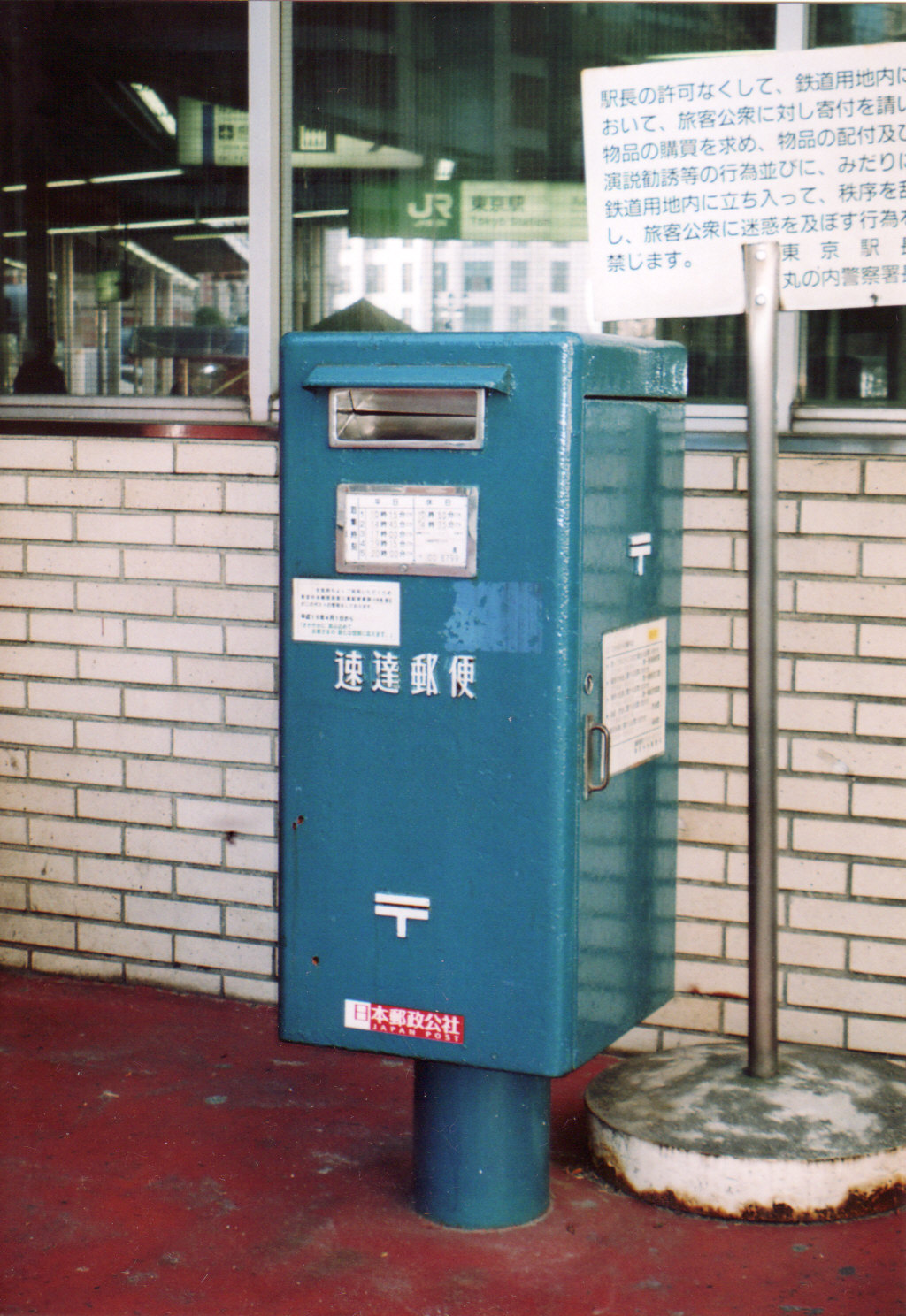
郵便差出箱 特4号（速達用ポスト・東京都千代田区）
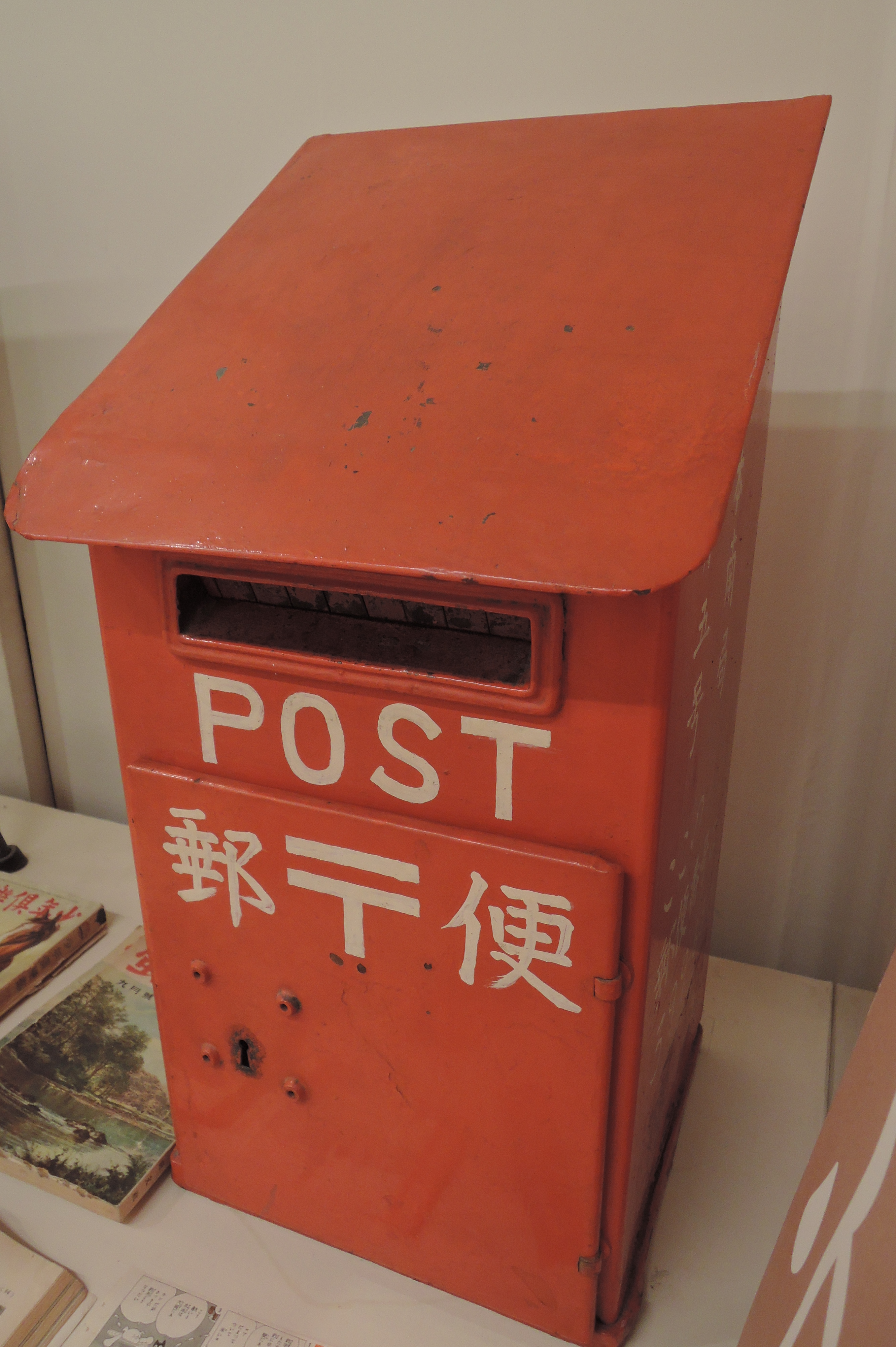
郵便差出箱 5号（松本市立博物館・展示）
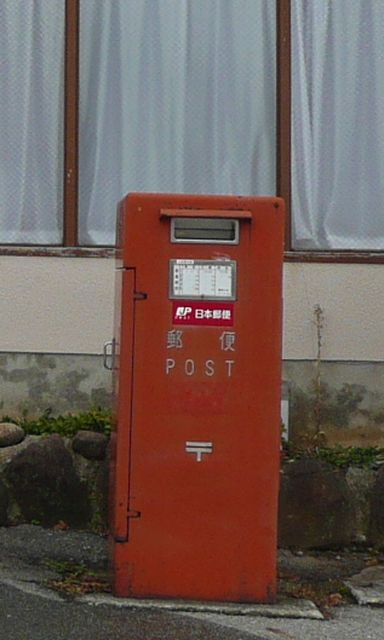
郵便差出箱 6号（山形県村山市）
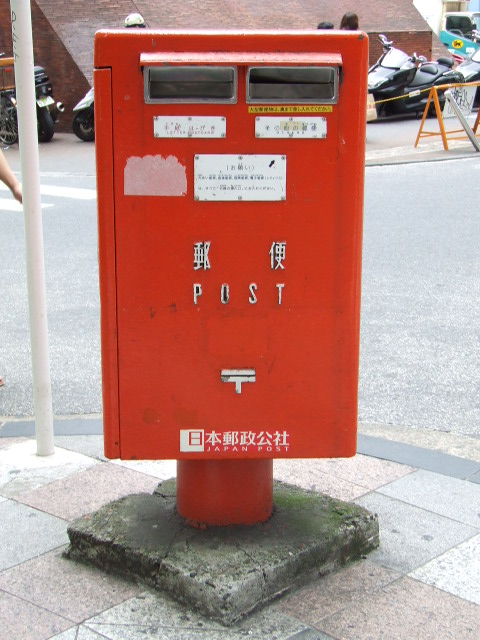
郵便差出箱 7号（東京都新宿区）
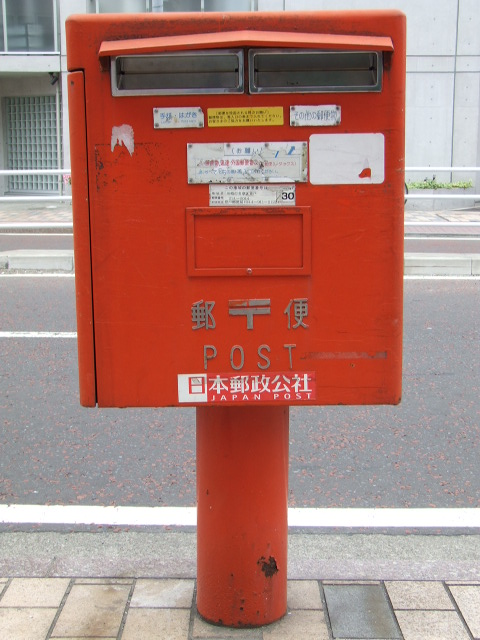
郵便差出箱 8号（神奈川県川崎市多摩区）
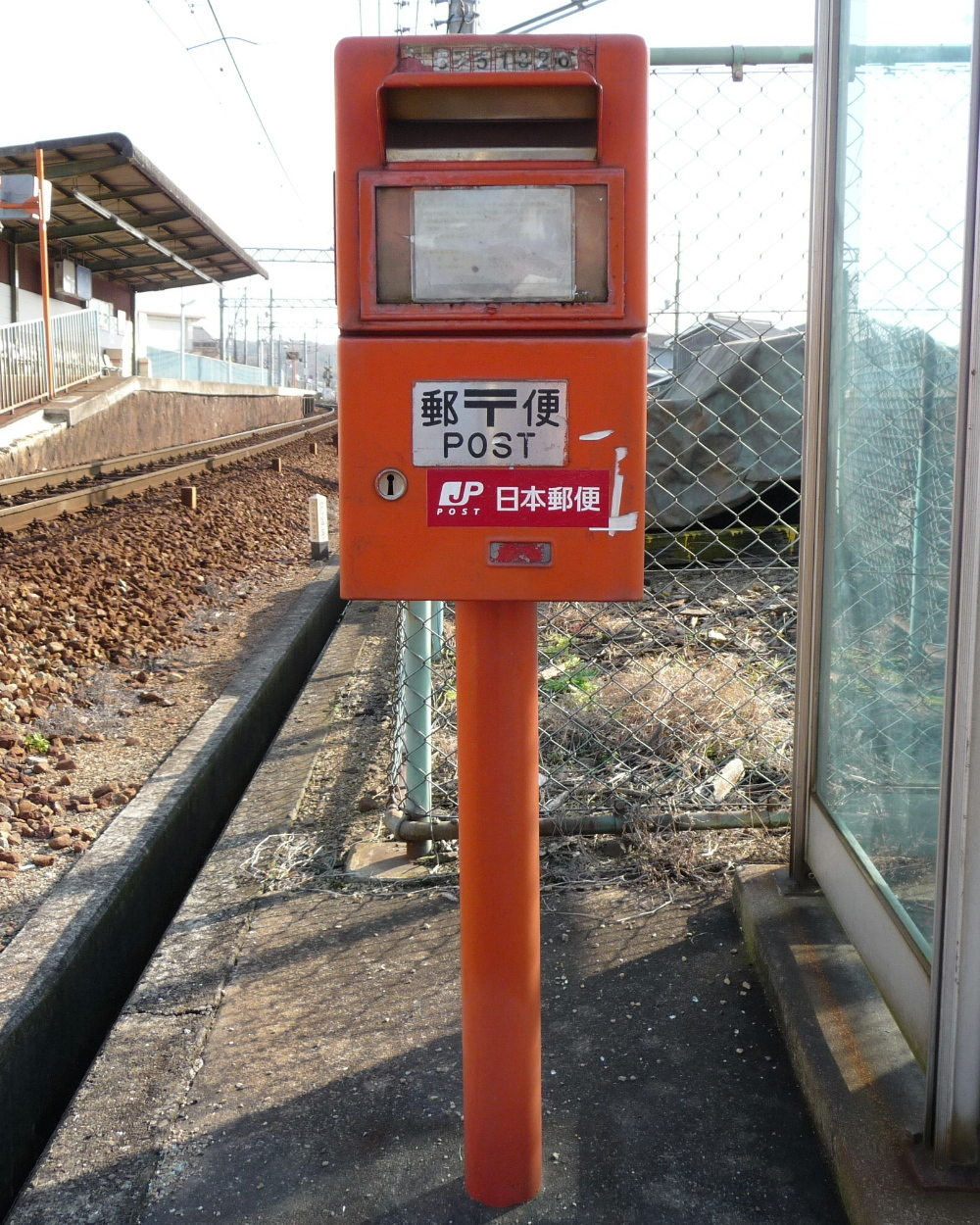
郵便差出箱 9号（兵庫県小野市・神戸電鉄市場駅）
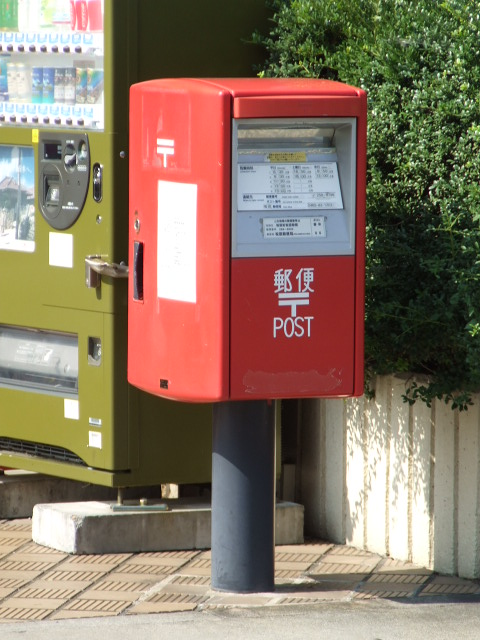
郵便差出箱 10号・初期型（神奈川県足柄上郡松田町）
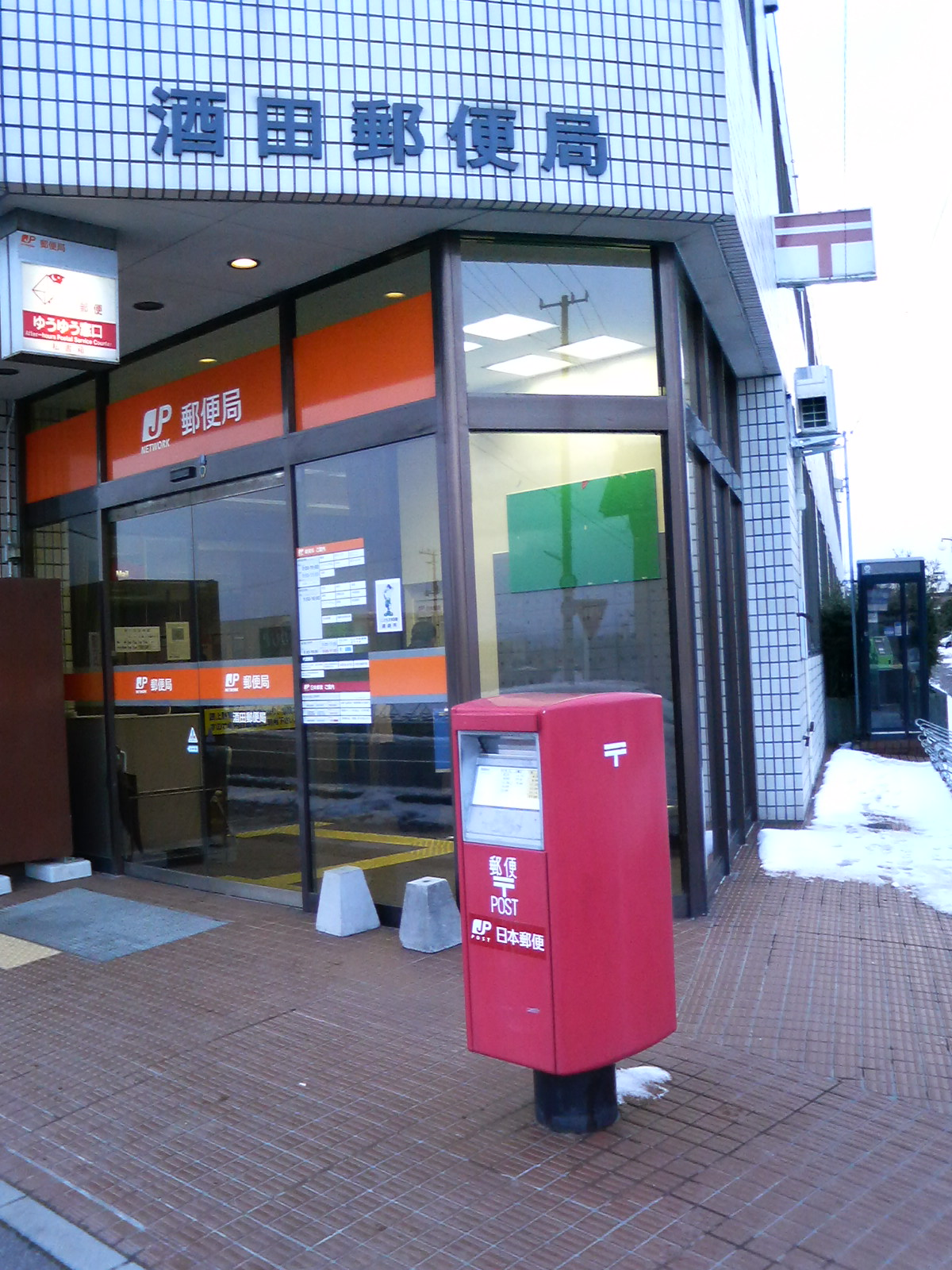
郵便差出箱 11号・初期型（山形県酒田市新井田町）
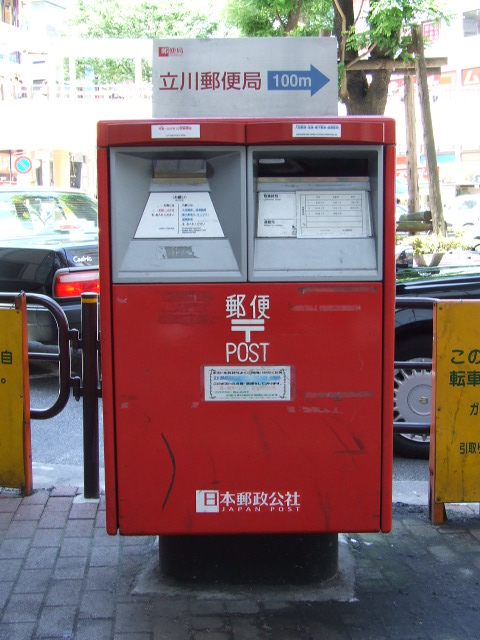
郵便差出箱 12号（東京都立川市）
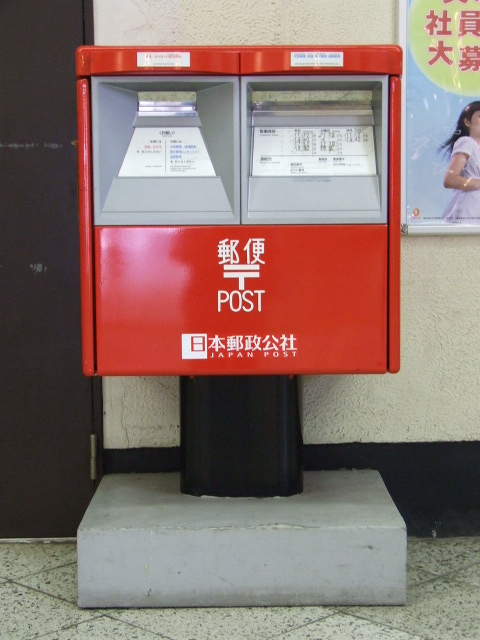
郵便差出箱 13号（東京都千代田区）
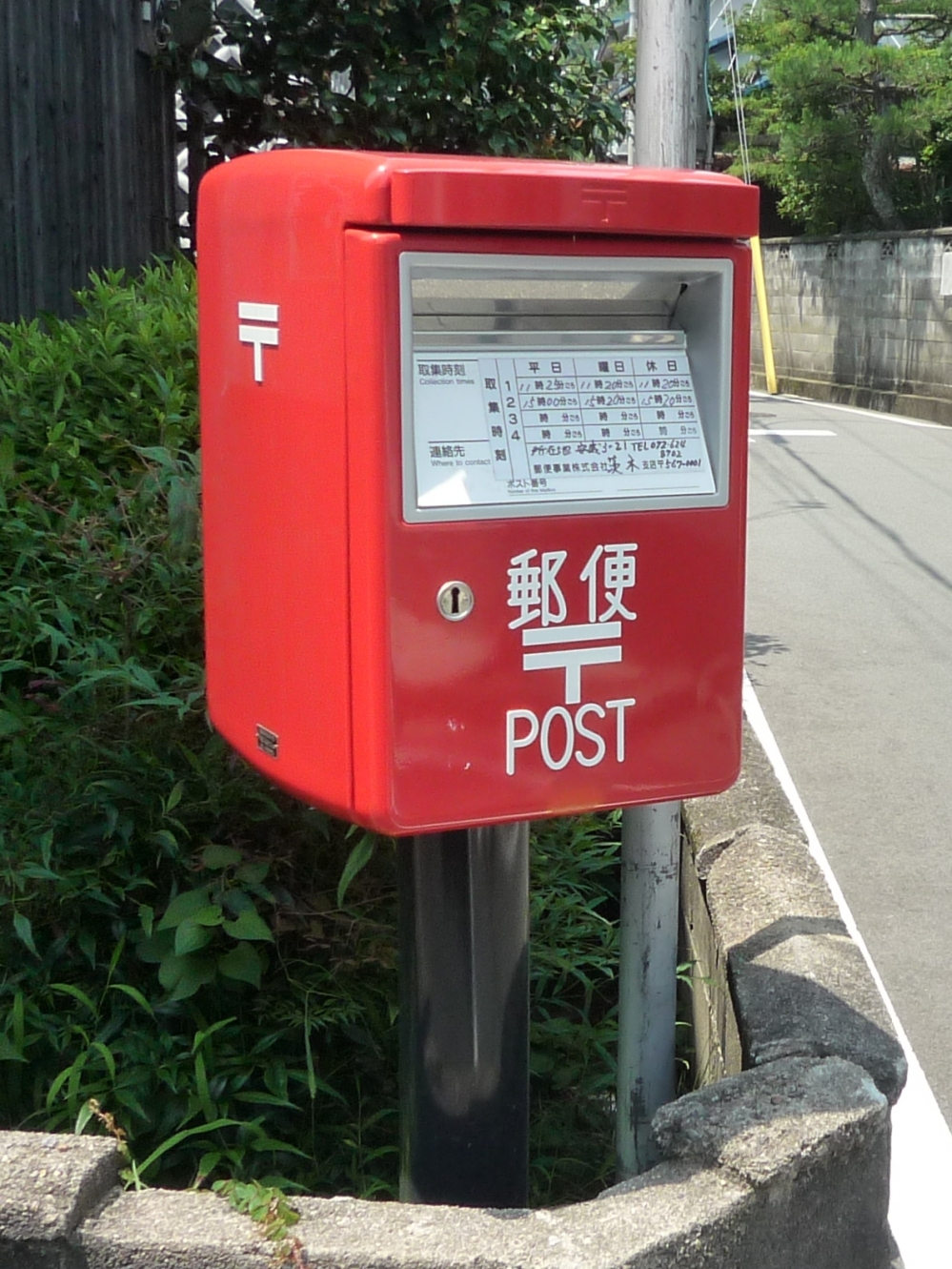
郵便差出箱 14号（大阪府茨木市）

## 海外

### フランス
フランスの郵便ポストは黄色である。
一般には差入口（投函口）が二つあり、左側が市内・近郊向け、右側がその他の地域・海外向けに分かれている。

### ポルトガル
ポルトガルの郵便ポストは通常は一般用の赤色ポストと速達用の青色ポストが併設されている。

### ギャラリー

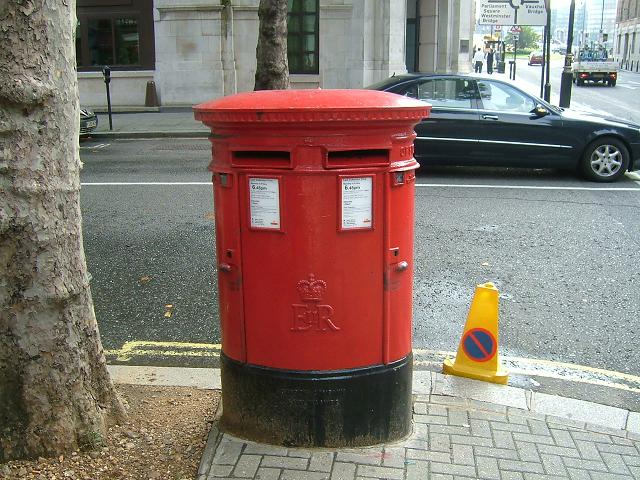
イギリス・ロンドンのポスト（下の紋章はそのポストを設置した当時の国王を表している）
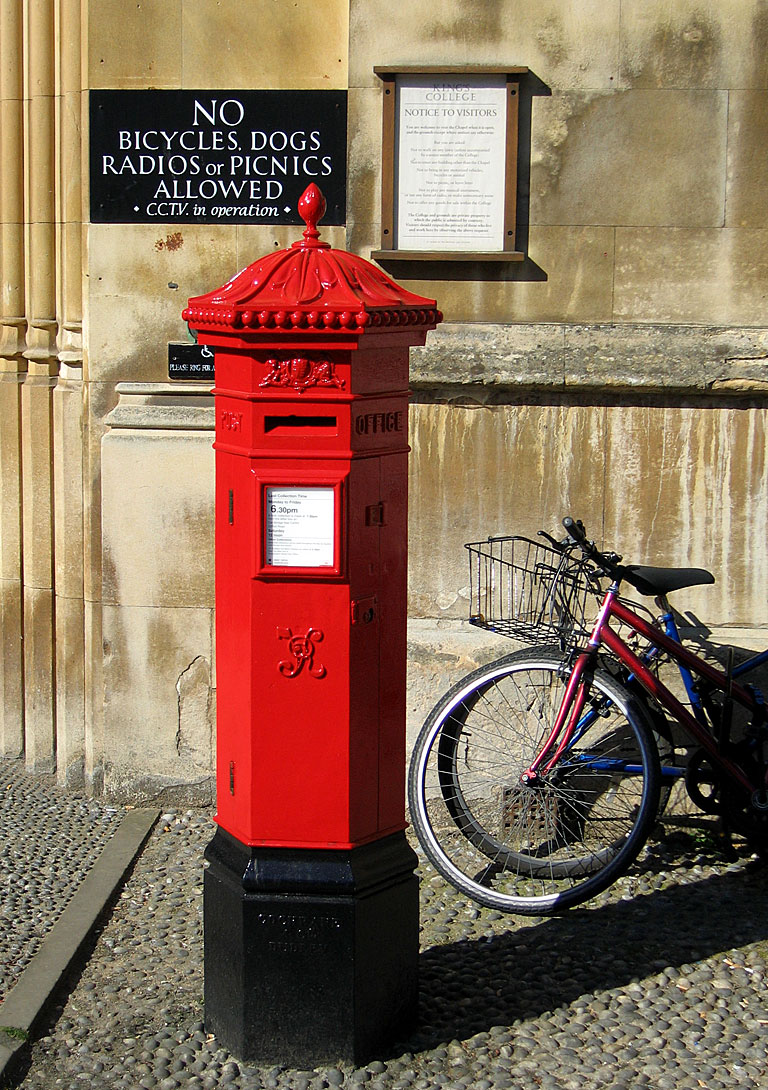
イギリス・ケンブリッジのポスト
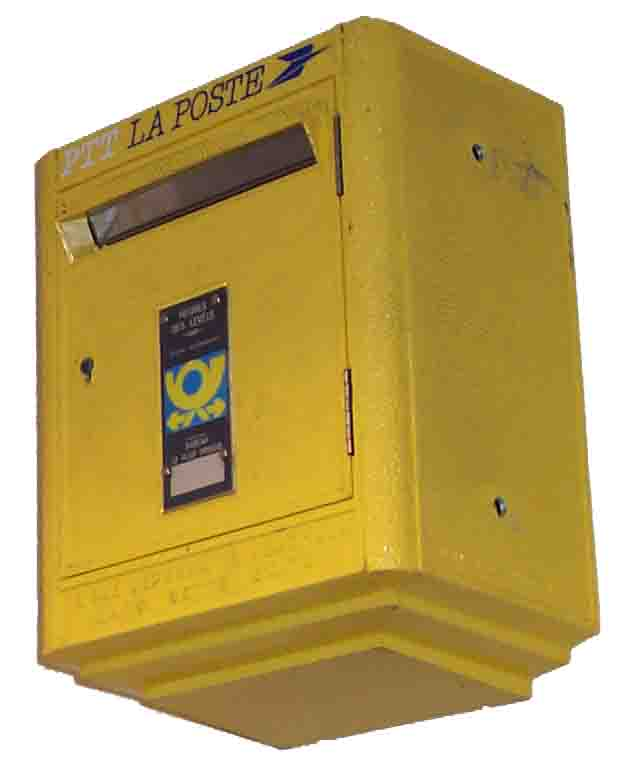
フランスのポスト
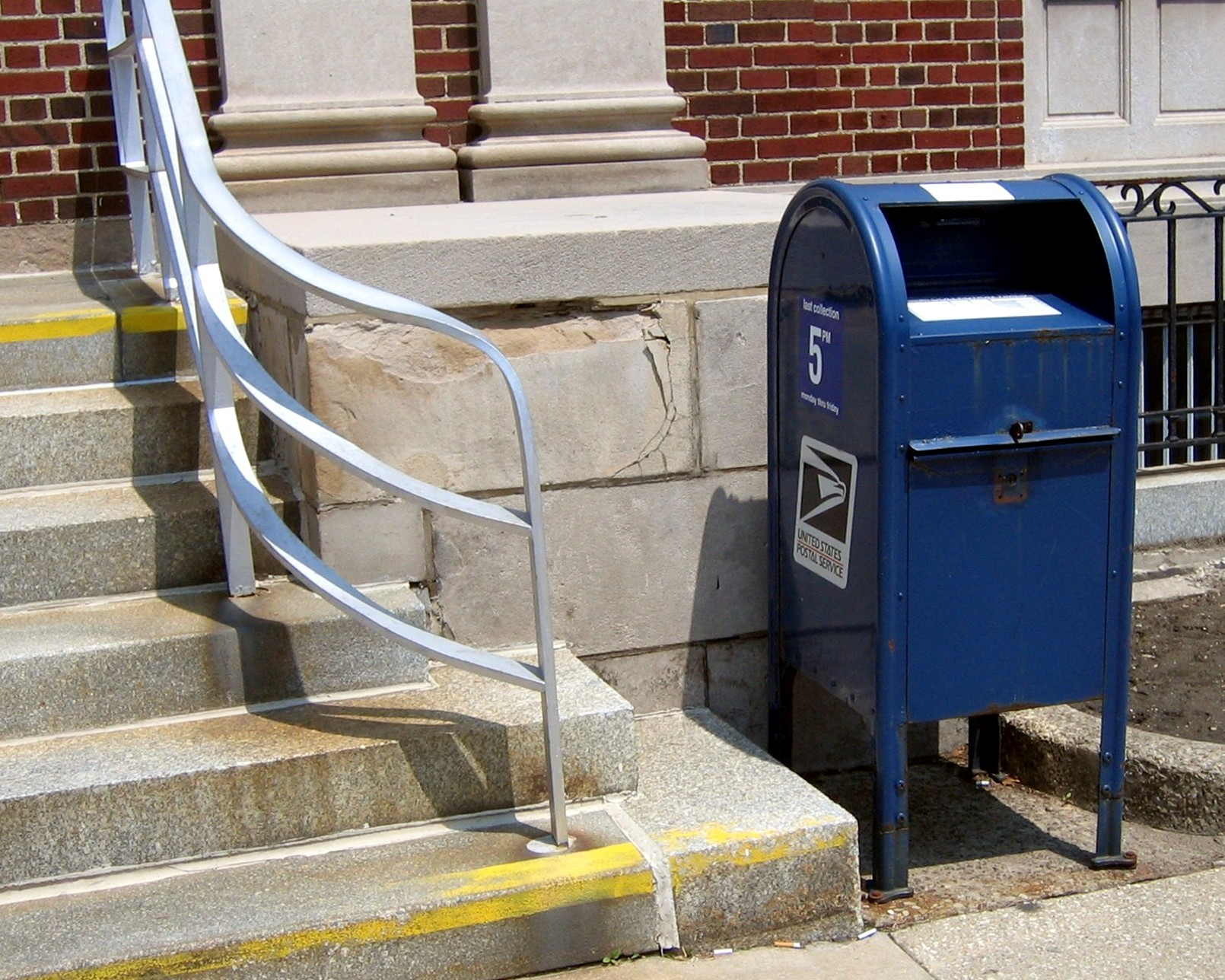
アメリカ合衆国のポスト
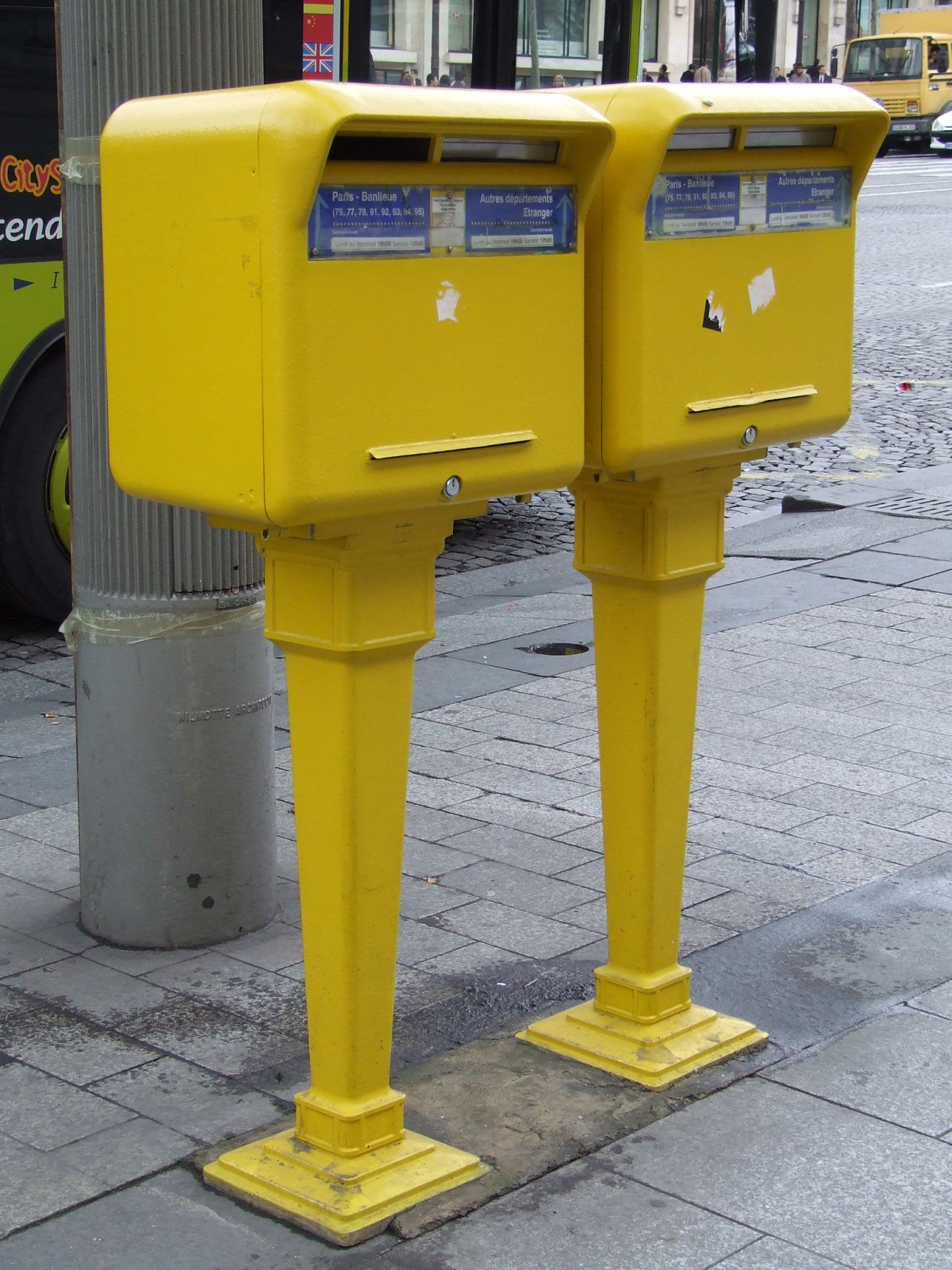
フランス・パリのポスト
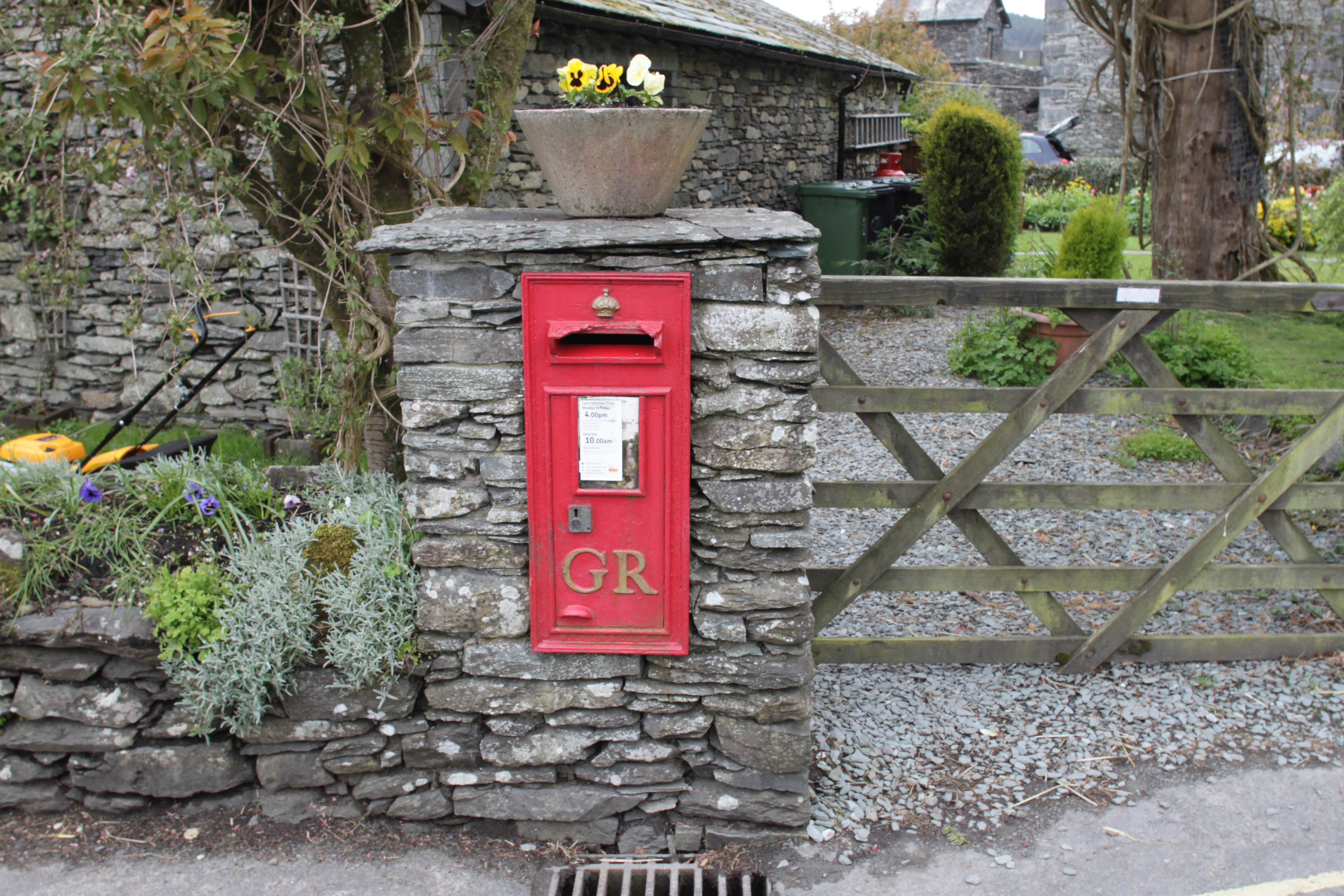
イングランド・ヒル・トップの村に設置されているポスト
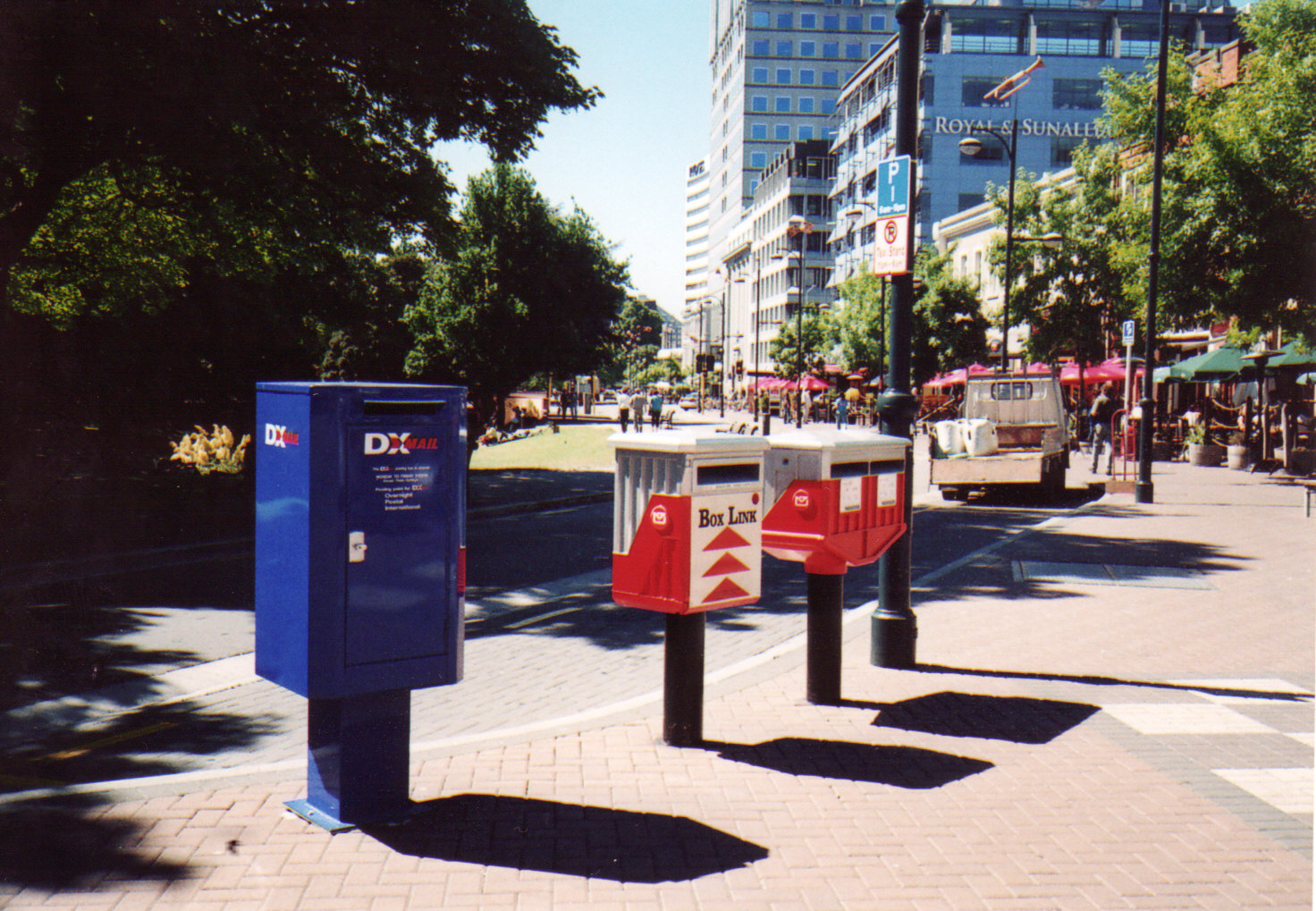
ニュージーランドのポスト（左側青色は民営、右側赤灰色2つは国営）